# Unter den Linden
Unter den Linden ist eine Prachtstraße im Berliner Ortsteil Mitte des gleichnamigen Bezirks, die zwischen dem Forum Fridericianum und dem Pariser Platz verläuft. Angelegt im Jahr 1573 unter Kurfürst Johann Georg als Reitweg vom Stadtschloss bis zum Tiergarten, wurde sie 1647 unter Kurfürst Friedrich Wilhelm befestigt und mit Linden bepflanzt. Die Bebauung der rund 1,5 Kilometer langen und 60 Meter breiten Straße entstand in mehreren Abschnitten zwischen 1674 und 1737. In der Zeit des Deutschen Kaiserreichs entwickelte sie sich von der Wohn- zur Geschäftsstraße mit zahlreichen Hotels und Restaurants. Nach der Zerstörung im Zweiten Weltkrieg wieder aufgebaut, gehören „die Linden“ zu den beliebtesten Sehenswürdigkeiten Berlins.

## Geschichte und Bauwerke

### Die Anfänge

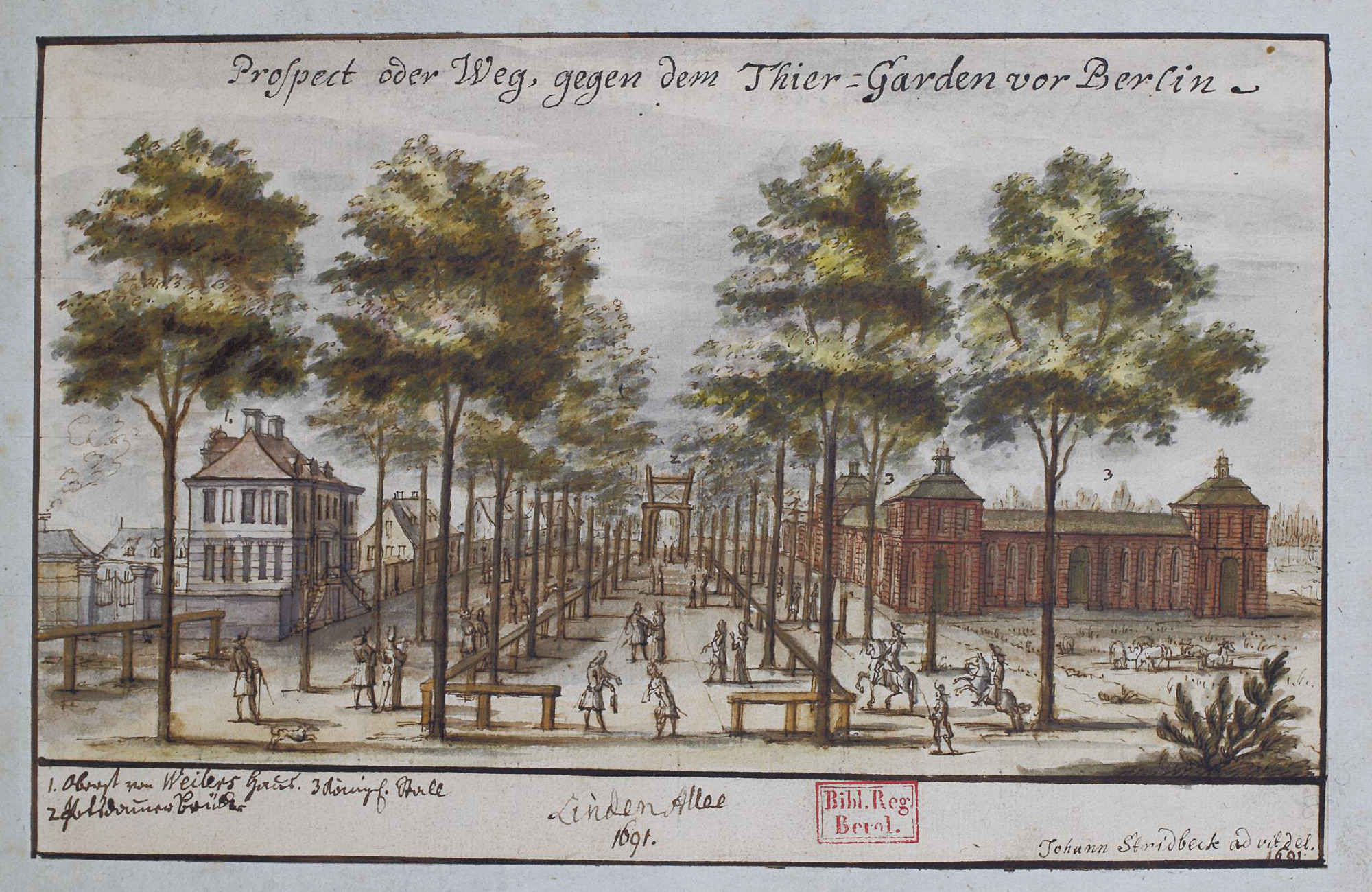
Lindenallee, 1691

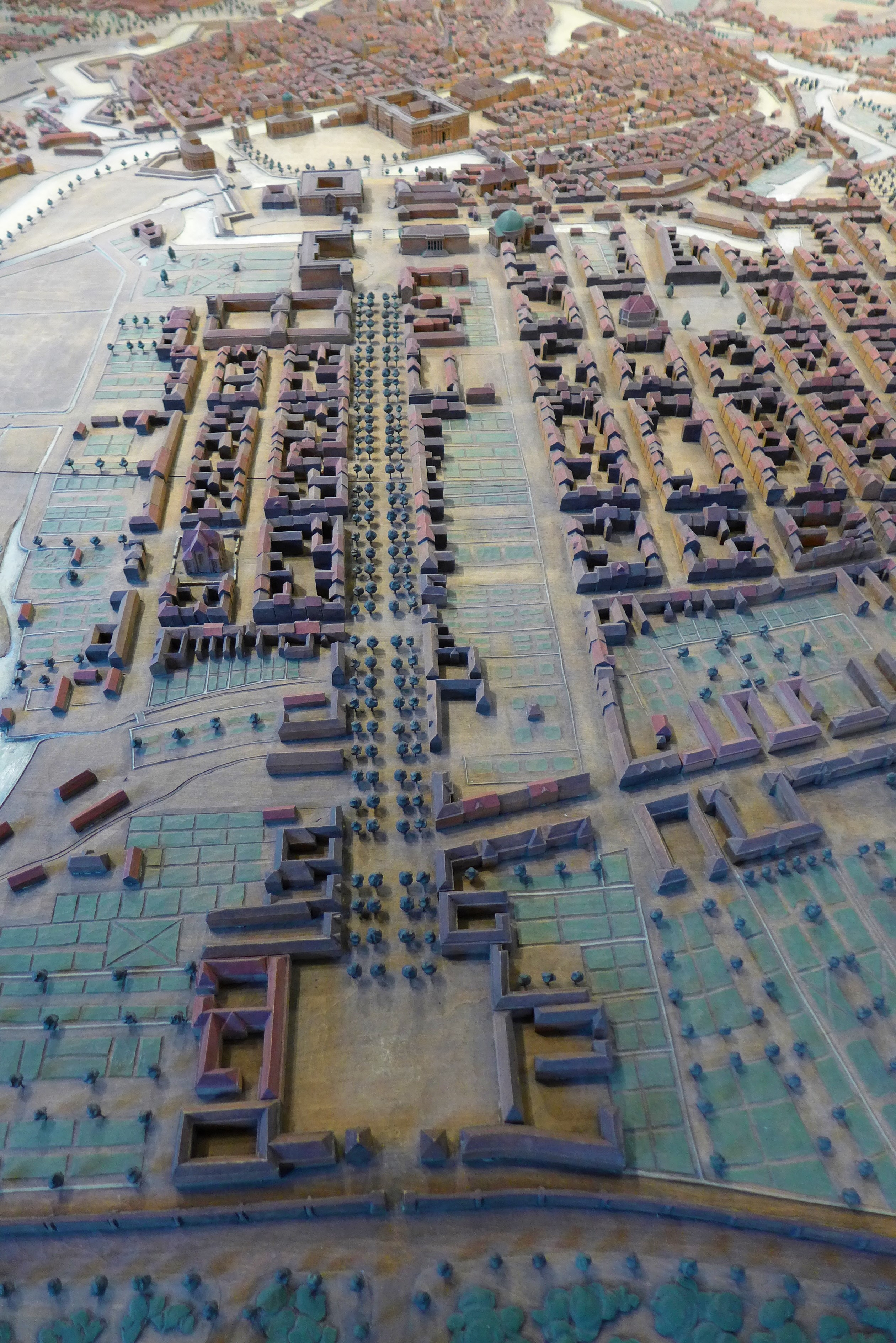
Unter den Linden, Situation um das Jahr 1750: vorn das Brandenburger Tor, am Ende der Straße das Stadtschloss
(Berliner Stadtmodell im Märkischen Museum)

Im 16. Jahrhundert war der Vorläufer der heutigen Repräsentations- und Flaniermeile nichts weiter als ein Reitweg, der 1573 auf Geheiß des Kurfürsten Johann Georg angelegt worden war. Er verband das Berliner Stadtschloss mit dem 1527 eingerichteten Tiergarten.
Nachdem der Dreißigjährige Krieg das Schloss, Lust- und Tiergarten verwüstet hatte und das Land unter den Folgen des Krieges litt, begann Kurfürst Friedrich Wilhelm neue Gärten und Alleen anzulegen. Er schickte seine Gärtner auf Reisen, um mit allerhand fremden Gewächsen den Lustgarten neu anzulegen. Durch den kurfürstlichen Statthalter in Kleve und Mark, Fürst Johann-Moritz von Nassau-Siegen, entstand die Anregung und der Plan zur Errichtung einer Allee nach holländischer Art, als Verbindung zwischen Lustgarten und Tiergarten. Der alte Jagdweg sollte zu einer sechsreihigen Galerie mit 1000 Nuss- und 1000 Lindenbäumen umgebaut werden. Den Mittelpunkt dieses Systems von Sichtachsen sollte das Stadtschloss bilden. Es gab allerdings Probleme beim Kauf der Bäume, da die umliegenden Förstereien nicht im Stande waren, binnen so kurzer Zeit 2000 Bäume zu beschaffen. Also wurde das Setzen der Bäume in den Frühling 1647 bzw. Herbst 1647 verschoben. Schon im selben Herbst konnte der Kurfürst die Allee besichtigen, die 250 rheinländische Ruten (entspricht rund 942 Metern) lang war.
Noch zeigte die Straße nichts vom pulsierenden Leben der Stadt. Sie führte durch sandige Felder mit einigen Bauernhöfen. 1663 wurde das Kurprinzenpalais am Anfang der Straße gebaut, allerdings wurde es erst später vom Kurprinzenpaar bezogen. Bereits 1658 fielen die jungen Bäume im Ostteil der Straße den neu angelegten Festungswerken zum Opfer. Berlin wurde zu einer großen Festung. Um den Tiergarten und die Lindenstraße, die außerhalb des Walls lagen, mit dem Schloss zu verbinden, wurde vor dem Schloss das Neustädtische Tor errichtet. Der Wall wurde jedoch stetig nach Westen verschoben, da die ‚Neue Stadt‘ schnell wuchs. Dies hatte zur Folge, dass der östliche Teil der Linden beseitigt wurde und der Anfang jetzt ungefähr dort lag, wo er sich auch heute noch befindet. Den übrigen Teil, der nun verlassen außerhalb der Festung lag und von keinerlei Gebäuden gesäumt war, überließ der Kurfürst 1670 seiner Gattin Dorothea. Die geschäftstüchtige Fürstin teilte die sandigen Äcker in Parzellen auf und verkaufte diese, wodurch die neue Vorstadt entstand (ab 1674: Dorotheenstadt). Erst jetzt erlangte die Straße durch zunehmende Bebauung und Verkehr wirklich Bedeutung. Die Bäume wurden gepflegt und einige holsteinische Winterlinden kamen dazu. Viele Hugenotten ließen sich bereits damals in der Neustadt, die im Süden durch die Lindenallee (damals hieß sie Neustädtische Allee) begrenzt war, nieder. Die Lindenallee lockte die Städter ins Freie und viele Maler machten sie zu ihren Motiven. Noch war die Straße nicht gepflastert und die Spaziergänger beschwerten sich, dass sie immer in Staubwolken eingehüllt würden, wenn eine Kutsche an ihnen vorbeifuhr. Doch auf eine Pflasterung mussten sie noch einige Jahre warten. Auch waren die noch einfachen Häuser nur von Bauern und unteren Hofbeamten bewohnt. Bald entstanden die bis heute erhaltenen Prunkbauten.

Beispiele historischer Repräsentationsbauten Unter den Linden
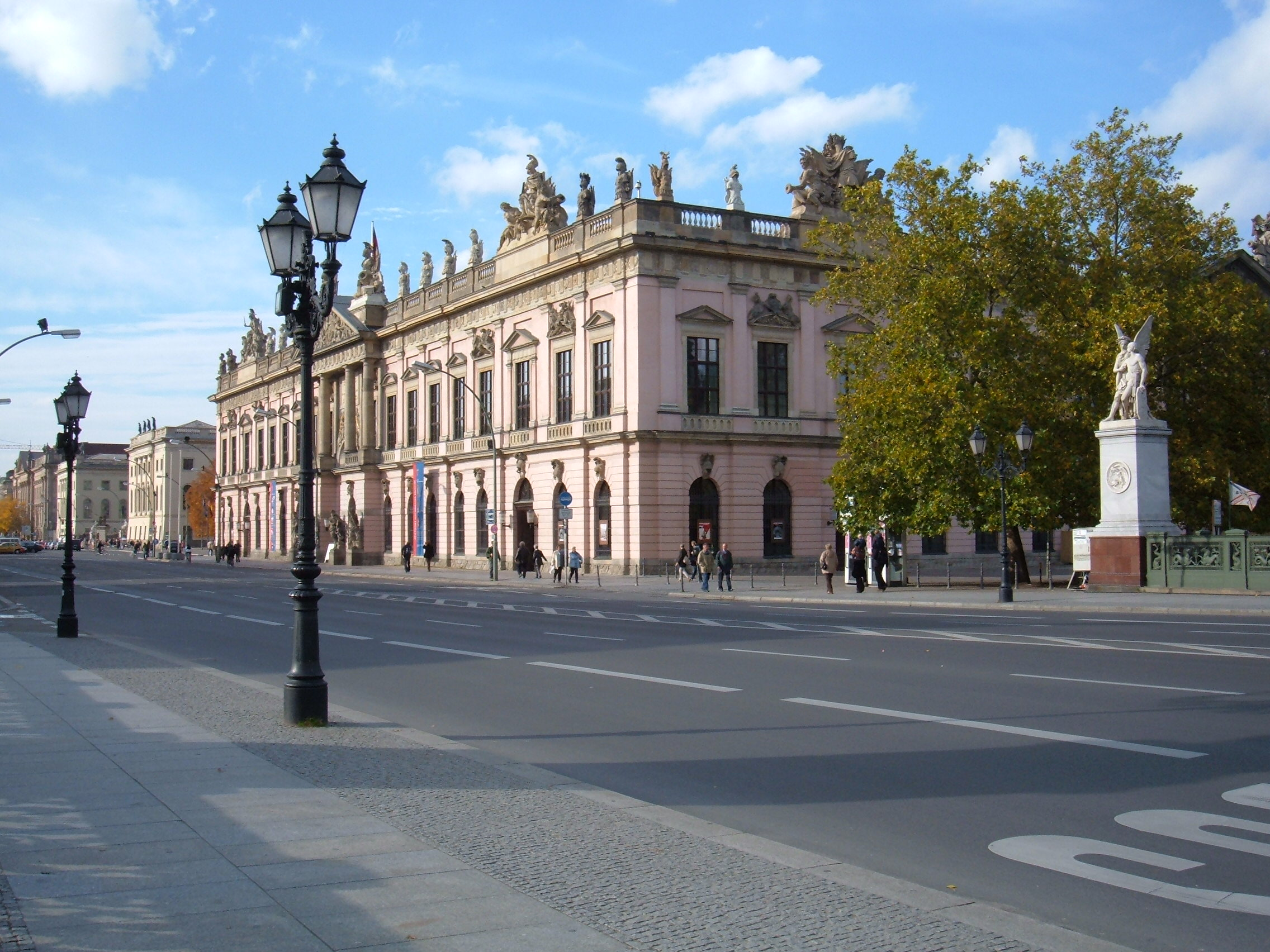
Deutsches Historisches Museum im Zeughaus
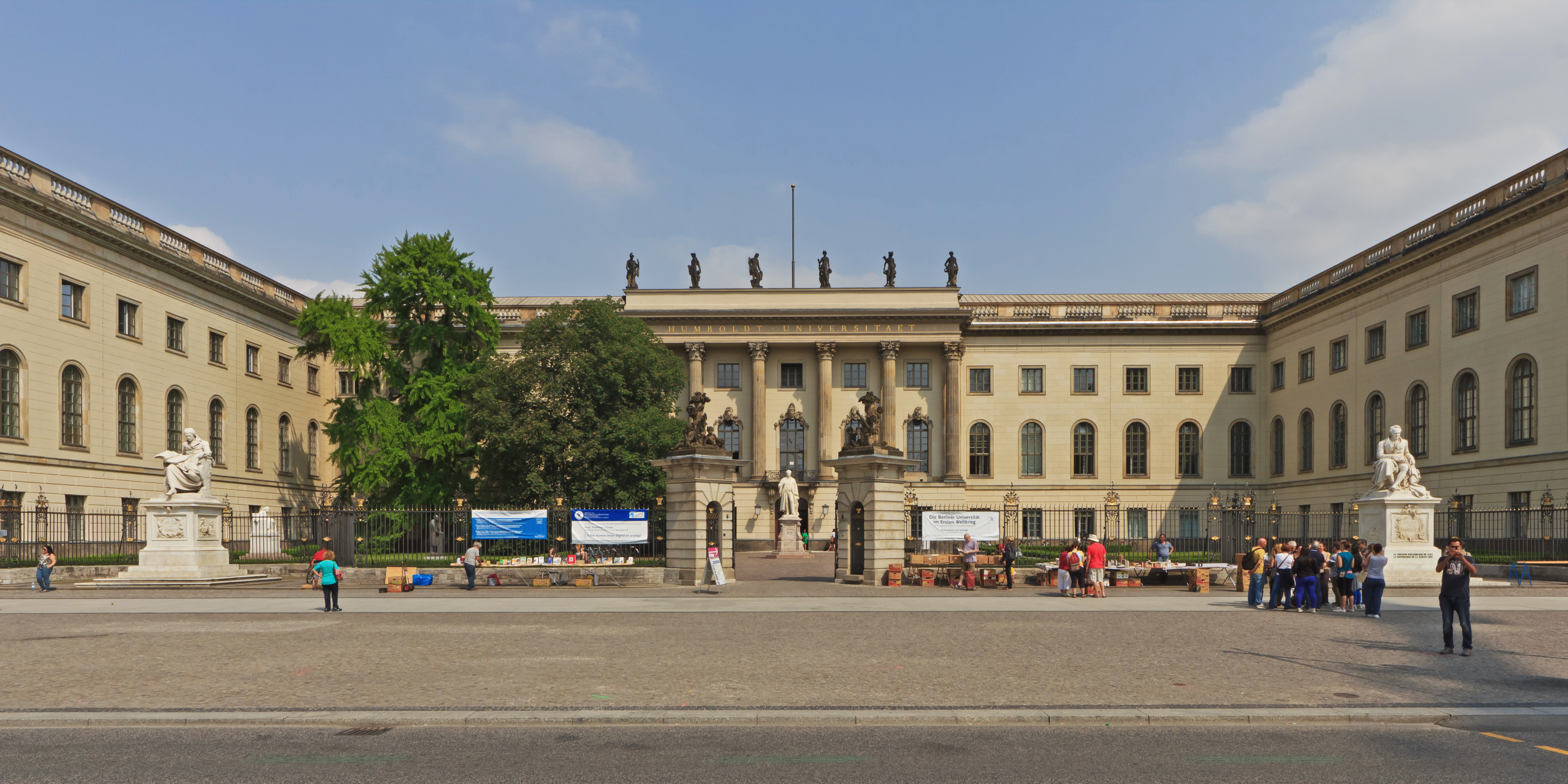
Hauptgebäude der Humboldt-Universität im Palais des Prinzen Heinrich
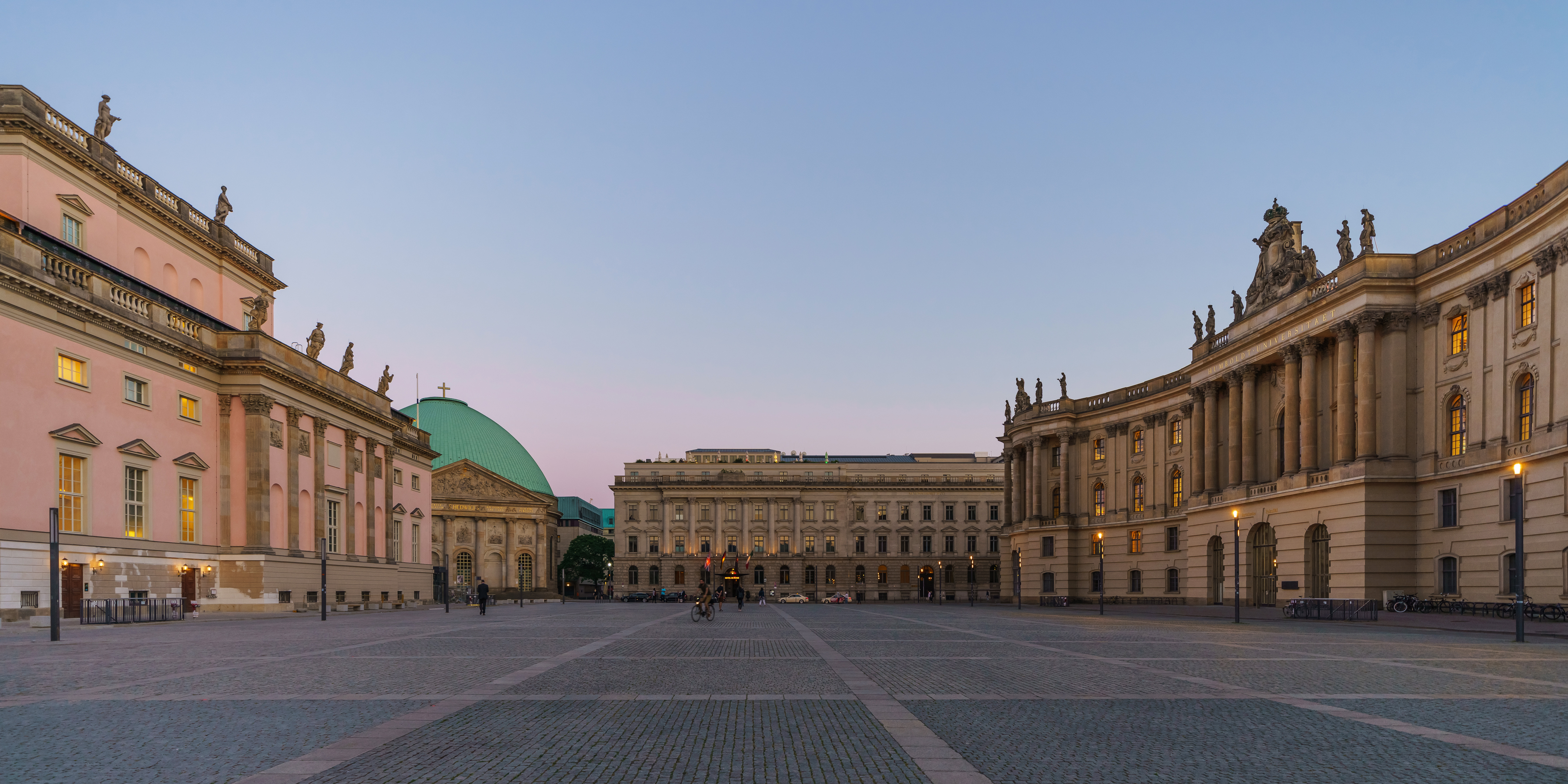
Bebelplatz mit v. l. n. r. Berliner Staatsoper, St.-Hedwigs-Kathedrale, Hotel de Rome und der Alten Bibliothek
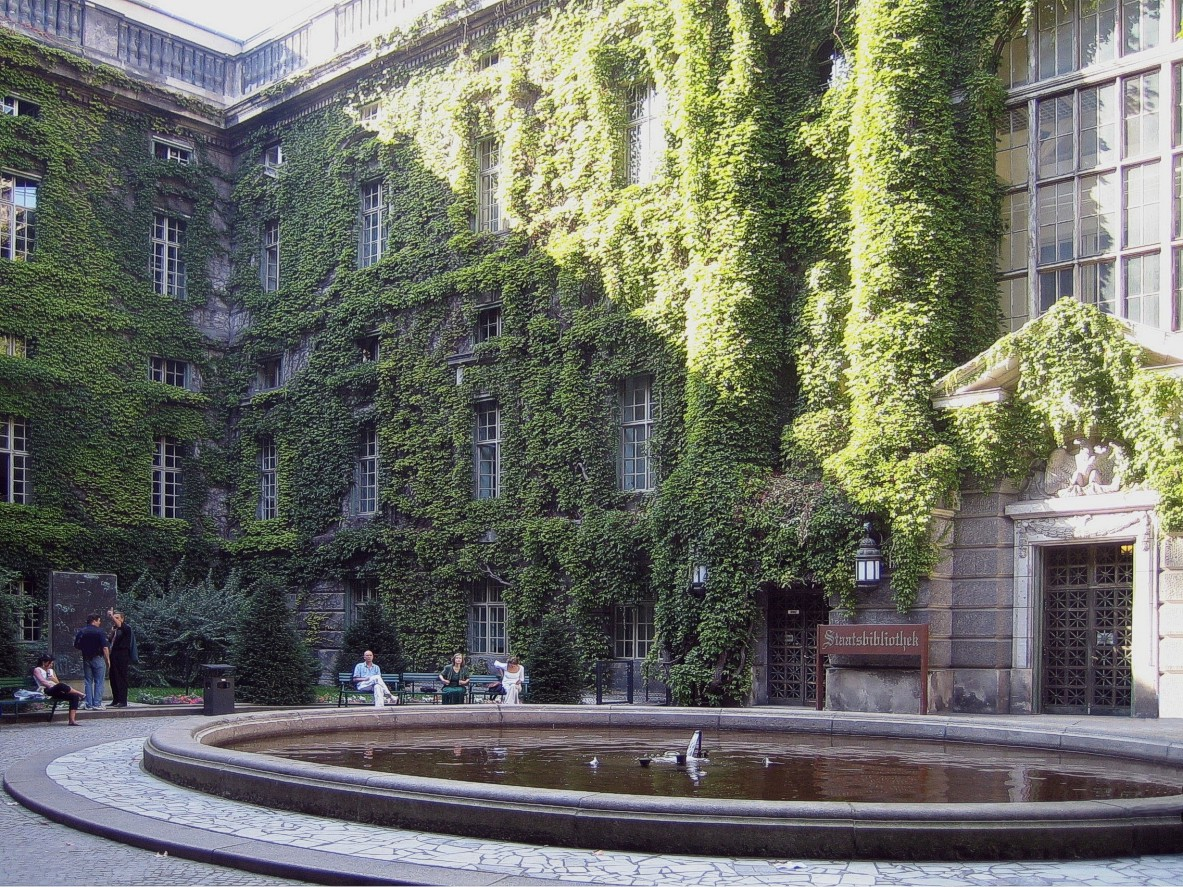
Staatsbibliothek Unter den Linden (Innenhof)

### Entwicklung zur Prachtstraße

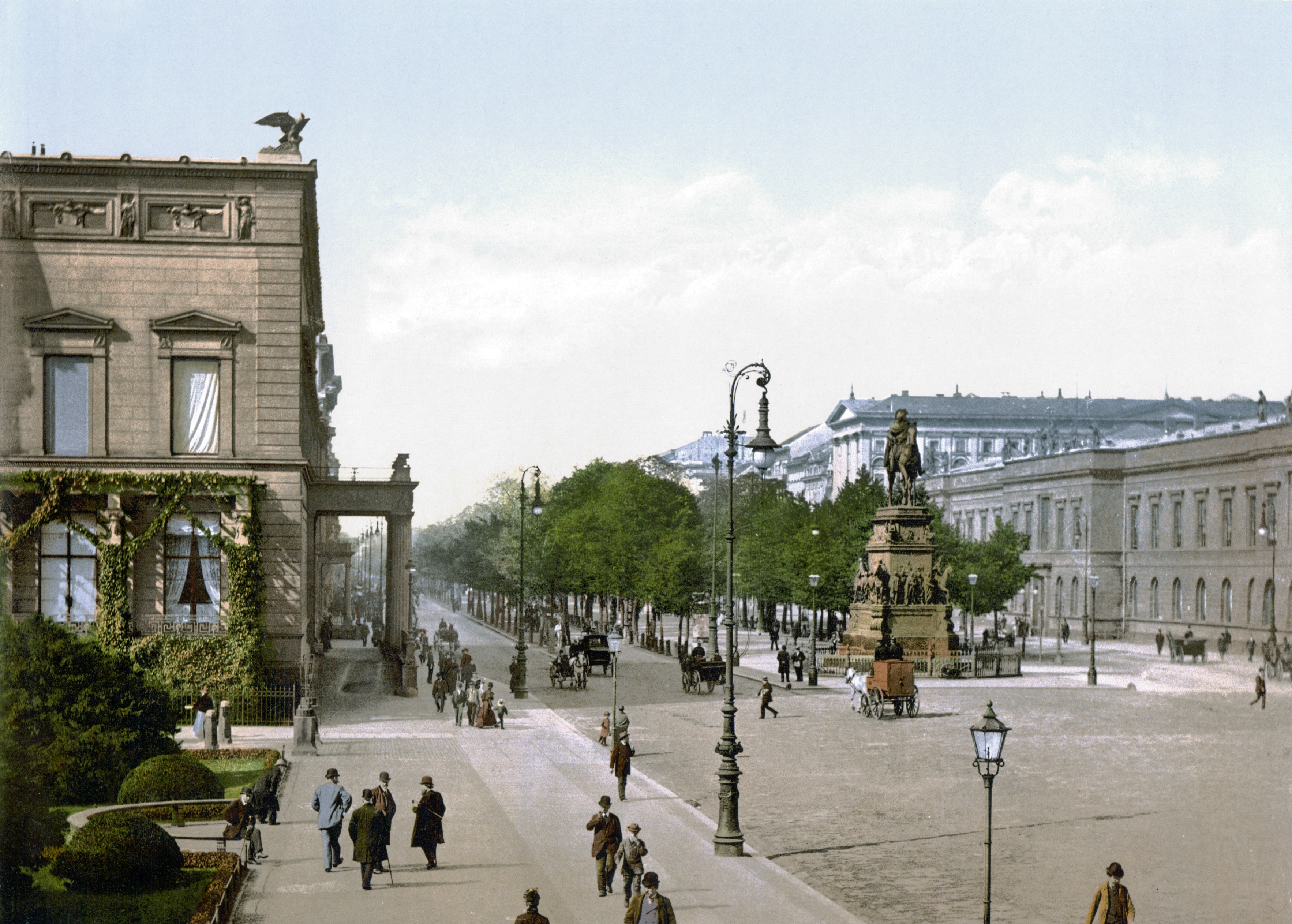
Unter den Linden, um 1900

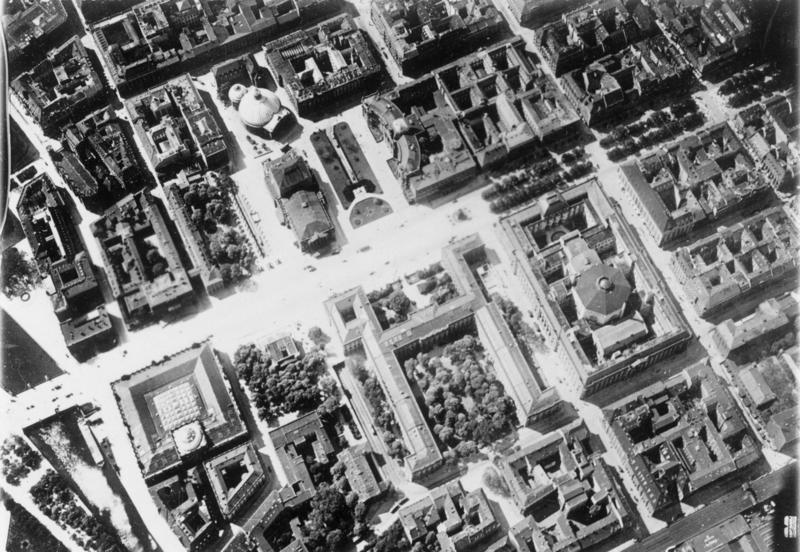
Luftbild in Höhe der Humboldt-Universität, um 1920

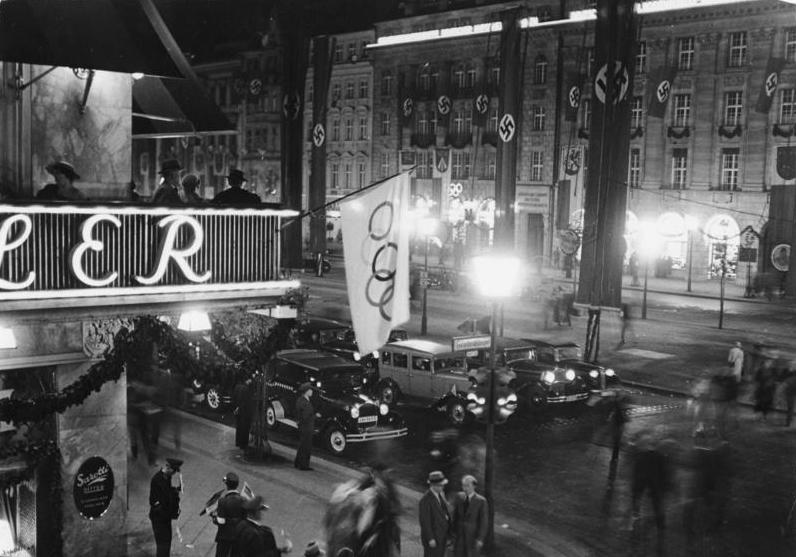
Ecke Café Kranzler (mit Olympiafahne), 1936

Friedrich I. ließ 1696 eine Akademie der Künste und 1700 eine Akademie der Wissenschaft an der Lindenallee gründen. Diese wurden jedoch 1724 in die Breite Straße verlegt. Südlich der Linden entstand die Friedrichstadt. Die Lindenallee erhielt einige öffentliche Gebäude und imposante Häuser der Hofbediensteten. Die Straße unterlag nun reger Benutzung, da die Königin sich am westlichen Ende in Lietzenburg (heute: Charlottenburg) ein Sommerschloss hatte bauen lassen und mit großer Begeisterung Bälle, Maskeraden und Schauspiele veranstaltete. Friedrich I. achtete sehr darauf, dass seine Allee gut gepflegt wurde, allerdings trieben sich immer noch Schweine darauf herum und wühlten den Boden auf. 1707 erließ er ein Gesetz, nach dem jeder Bewohner auf die Linden vor seinem Haus achten und Beschädigungen melden sollte.
Im Jahr 1706 wurde das heute zur Straße Unter den Linden gehörende Zeughaus äußerlich fertiggestellt, der innere Ausbau dauerte aber noch 36 Jahre. Im heute ältesten Bauwerk unter den Linden lagerten damals 150.000 Gewehre und Kriegstrophäen. Das Zeughaus bildet seit 1937 (siehe unten) zusammen mit dem Kommandantenhaus den östlichen Abschluss der Straße. Unweit davon wollten Friedrich der Große und sein Architekt Georg Wenzeslaus von Knobelsdorff nach 1740 eine ausgedehnte neue königliche Residenz errichten, dazu eine großzügige Platzanlage mit weiteren repräsentativen Gebäuden. Das neue Schloss wurde nicht gebaut, es entstand aber das Forum Fridericianum, der heutige Bebelplatz, mit dem Opernhaus, der Sankt-Hedwigs-Kathedrale, der Königlichen Bibliothek und dem Palais des Prinzen Heinrich – später das erste Gebäude der 1810 gegründeten Humboldt-Universität.

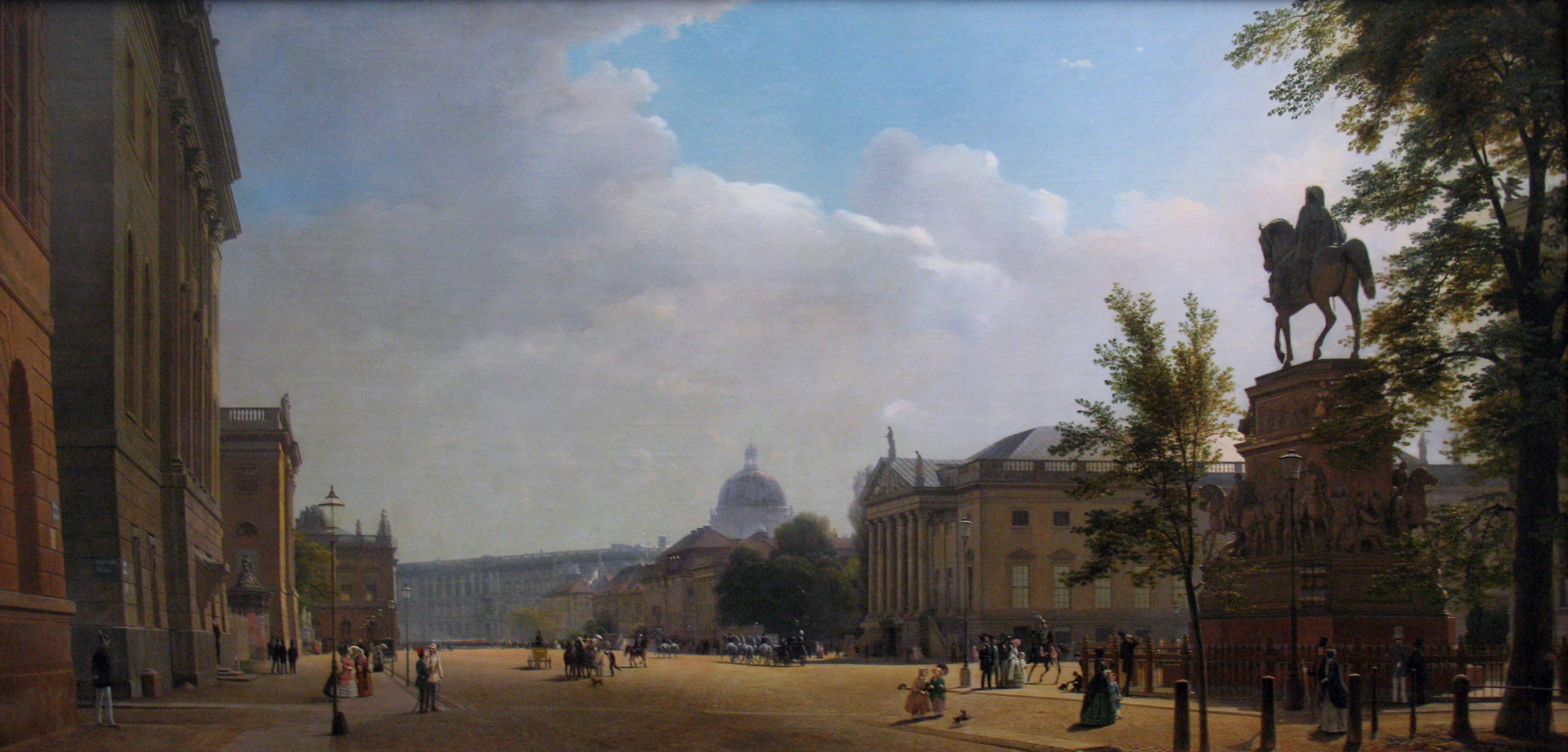
Unter den Linden, 1856, Eduard Gaertner

Der schon vor 1937 so benannte, westliche Teil der Straße wurde schrittweise ab 1674 bis zur Mitte des 18. Jahrhunderts ausgebaut. Im 19. Jahrhundert, nach dem Sieg über Napoleon, ließ Friedrich Wilhelm III. die Plätze Platz am Opernhause und Platz am Zeughause durch seinen Baumeister Karl Friedrich Schinkel zu einer Triumphstraße ausbauen. Westlich dieser Plätze, wo sich – vom Schloss her kommend – die Straße von einer offenen Prachtstraße zu einer genauso breiten, aber zurückhaltenderen Allee wandelt, wurde das Reiterstandbild Friedrichs des Großen errichtet. Diese Arbeit des Bildhauers Christian Daniel Rauch ist eines der wichtigsten Werke repräsentativer Bildhauerkunst des 19. Jahrhunderts und Vorbild für zahlreiche andere Werke dieser Zeit.
Die namensgebenden ursprünglichen sechs Reihen Linden (und Nussbäume) wurden mehrfach auf vier Reihen reduziert (endgültig: 1820) und vielfach mussten auch Platanen und Kastanien nachgesetzt werden, sodass die Berliner „also lange Zeit nur teilweise ‚unter den Linden‘“ lustwandelten.

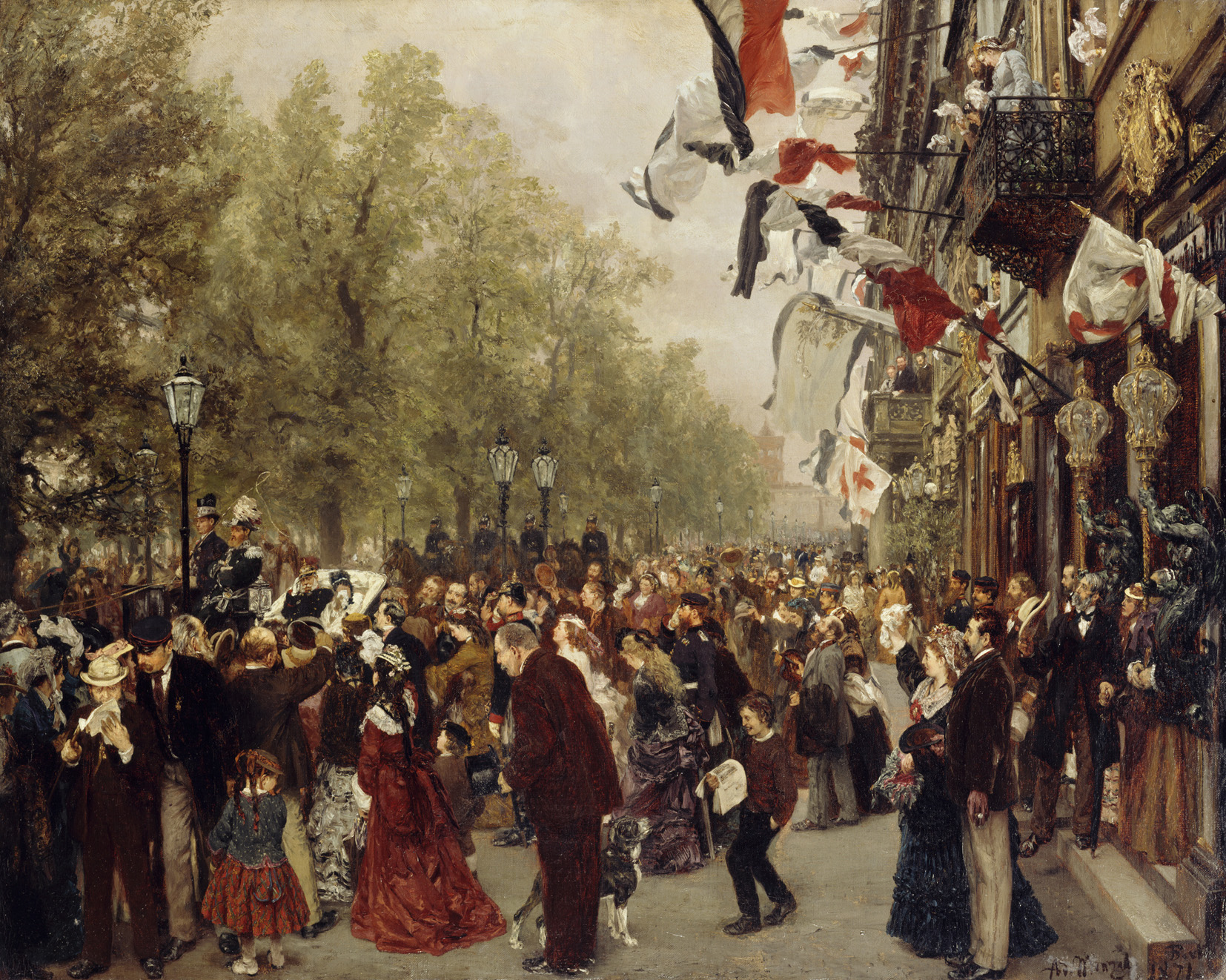
Unter den Linden 1870 kurz nach Ausbruch des Deutsch-Französischen Krieges, dargestellt in Adolph Menzels Abreise König Wilhelms I. zur Armee am 31. Juli 1870

Der westliche Teil von Unter den Linden wurde im 19. Jahrhundert zunächst zu einer repräsentativen, gutbürgerlichen Wohnlage, die sich in den Jahren nach 1871 dann relativ schnell zu einer belebten großstädtischen Geschäftslage mit Läden, Restaurants und Agenturgebäuden wandelte. Das British Hotel Berlin war in dieser Zeit Wohnsitz des britischen Botschafters und wurde von Reisenden aus Großbritannien bevorzugt. Im Jahr 1880 verabschiedete das Herrscherhaus ein spezielles Lindenstatut, das die Traufhöhe der Bauwerke auf 22 Meter begrenzte, die Straßenbreite mit 60 Meter festlegte und die Mindestanzahl der Linden (297) vorschrieb.
Nachdem die erste elektrische Straßenbeleuchtung am Potsdamer Platz und in der Leipziger Straße im September 1882 erfolgreich in Betrieb gesetzt wurde und das gegenüber den alten Gaslaternen deutlich hellere Bogenlampenlicht überzeugte, sollte wenige Jahre später auch die Prachtstraße Unter den Linden eine elektrische Beleuchtung erhalten. Im November 1887 schrieb die Stadt Berlin einen beschränkten Wettbewerb für die Gestaltung von reich verzierten Bogenlampen-Kandelabern aus, den Ludwig Schupmann gewann. Insgesamt wurden 104 Lampen mit einer Lichtpunkthöhe von acht Metern nach diesem Entwurf gebaut und im Jahr 1888 Unter den Linden, auf dem Pariser Platz, auf dem Opernplatz und der Kaiser-Wilhelm-Straße aufgestellt, die später nach ihrem Schöpfer als Schupmann-Kandelaber benannt wurden.
Ab Oktober 1901 befand sich im Hotel Imperial (Unter den Linden 44), in dessen Foyer vierhundert Sitze und eine Bühne eingebaut worden waren, der feste Spielort von Max Reinhardts Kabarett Schall und Rauch. Das Kabarett wurde in der darauffolgenden Spielzeit zum Kleinen Theater, das heute als Ausgangspunkt der großen Theaterkarriere von Max Reinhardt gilt. Bei dem von E. T. A. Hoffmann beschriebenen Öden Haus handelt es sich um die Nr. 9 alter Zählung auf dem Grundstück der heutigen Russischen Botschaft. Im Nachbarhaus Unter den Linden Nr. 8 befand sich die 1816 eröffnete legendäre Konditorei Fuchs, deren Inneres u. a. von Karl Friedrich Schinkel gestaltet wurde.
Der Straßenname wurde 1937 bis zur Schlossbrücke ausgedehnt – was die Länge der Straße von rund 940 Meter auf fast 1,5 Kilometer erhöhte und dem Geltungsbedürfnis der nationalsozialistischen Reichshauptstadt geschuldet war – und deswegen die Hausnummernzählung verändert. Bis dahin begann die Zählung am Palais Redern (heute: Hotel Adlon) am Pariser Platz und schritt nach dem System der Hufeisennummerierung auf der südlichen Seite Nummer für Nummer bis zum Forum Fridericianum (heute: Bebelplatz), um auf der Nordseite der Linden zurückzuführen. Damit hatte sich der Straßenname auf den Bereich, in dem der Straßenzug tatsächlich mit Linden bepflanzt ist erstreckt, während östlich die Plätze Kaiser-Franz-Joseph-Platz (vor 1910 Platz am Opernhaus) und Platz am Zeughaus anstießen. Durch die Umstellung auf die Orientierungsnummerierung wurden nunmehr die Nummern springend in Richtung Brandenburger Tor vergeben, die beiden genannten Plätze erstmals mit einbezogen, und die Kommandantur wurde zur Hausnummer 1. Dadurch entstand das Kuriosum, dass der Kaiser-Franz-Joseph-Platz, 1947 in Bebelplatz umbenannt, seitdem aus zwei Plätzen östlich und westlich des Opernhauses besteht, indem die Straßenverbindung nördlich des Opernhauses nun als Teil der Straße Unter den Linden betrachtet wird und nicht mehr als Teil eines – das Opernhaus umgebenden – Platzes.

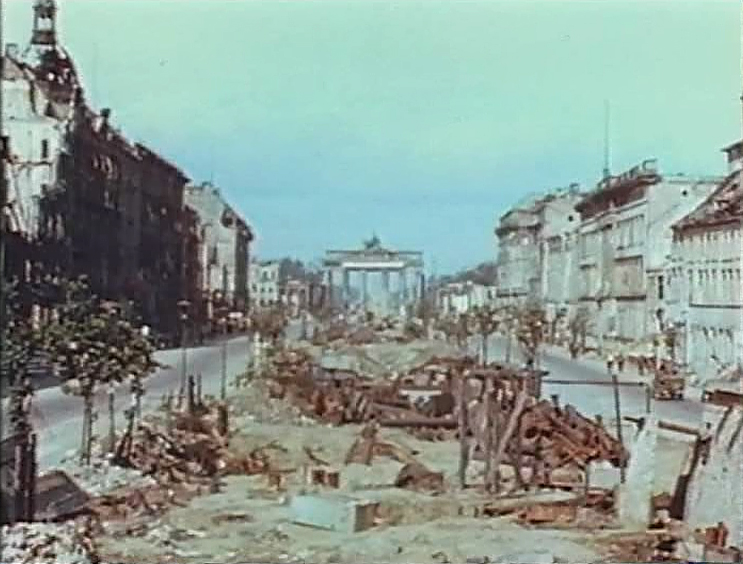
Unter den Linden, Juli 1945

Im Zweiten Weltkrieg erlitt die Straße bei den alliierten Luftangriffen und der Schlacht um Berlin schwere Schäden, doch galten die meisten Gebäude als wiederaufbaubar. Eines der wenigen nutzbar gebliebenen Gebäude war der Gebäudeteil des Römischen Hofs Unter den Linden, während der Gebäudeteil in der Charlottenstraße bis zu Beginn der 1990er Jahre eine ungenutzte Ruine blieb.

### Verkehr
Die Straße Unter den Linden hatte für die Stadt ab dem 19. Jahrhundert eine wesentliche Verkehrsbedeutung. Zuerst gab es eine oftmals öffentlich diskutierte Kleiderordnung für die Fußgänger. Ab 1846 verkehrten hier die ersten Pferdebusse und 1905 auch die ersten motorisierten Omnibusse in Berlin. Aus ästhetischen Gründen bestand Kaiser Wilhelm II. darauf, die kreuzende Straßenbahnlinie 1916 in den Lindentunnel zu verlegen.
Im Jahr 1925 erhielten die Decksitze der motorisierten Omnibusse eine Überdachung; damit entstanden die bis heute berlintypischen Doppeldeckerbusse. Nachdem der Straßenzug in den 1880er Jahren bis zum Alexanderplatz verlängert worden war, entstand eine Durchgangsstraße und brachte den bisher geruhsamen Spaziergängern großstädtischen Verkehrslärm. Schon 1913 gab es Unter den Linden eine erste Niederlassung der Nationalen Automobilgesellschaft NAG. Schnell entwickelte sich insbesondere die Straßenkreuzung Unter den Linden/Friedrichstraße zum verkehrsreichsten und auch chaotischsten Knotenpunkt Berlins. Um den Automobil- und Fuhrwerksverkehr vom starken Fußverkehrsaufkommen zu trennen, wurde letzterer durch die Kaisergalerie abgeleitet. 1902 regelte der erste Verkehrspolizist Preußens den Verkehr und tauschte bald seine Trillerpfeife gegen eine Trompete aus. Da auch dies nicht ausreichte, wurde die südliche Friedrichstraße zur ersten Einbahnstraße in der Stadt.
Kurz nach der „Machtergreifung“ durch die Nationalsozialisten begann 1934 die Verbreiterung der Fahrbahnen, denn die Straße war als Teil der 50 Kilometer langen Ost-West-Achse für die „Welthauptstadt Germania“ vorgesehen. Durch den Bau der Berliner Mauer 1961 wurde die Straße im Volksmund als „repräsentativste Sackgasse der Welt“ bezeichnet. Nach der deutschen Wiedervereinigung wurde das Brandenburger Tor zunächst für den Kraftfahrzeugverkehr geöffnet, seit 2002 ist eine Querung nur für Fußgänger und Radfahrer möglich. Die Diskussion um die Weiterentwicklung der Straße zielte auf attraktive Geschäfts- und Kulturangebote sowie vor allem auf höhere Verkehrssicherheit und besseren Komfort für Fußgänger.
Die großzügig ausgebaute Straße ist, von einem kleinen Abschnitt im Westen abgesehen, Teil der beiden hier verlaufenden Bundesstraßen B 2 und B 5. Neben der parallel südlich verlaufenden Leipziger Straße (Bundesstraße 1) trägt sie den Hauptteil des Verkehrs von der City West (Kurfürstendamm, Breitscheidplatz und Tauentzienstraße) zum Zentrum des alten Berlin rund um den Alexanderplatz und verbindet zahlreiche wichtige Einrichtungen und Sehenswürdigkeiten miteinander.
Seit 2020 verläuft die U-Bahn-Linie U5 auf gesamter Länge unter der Straße. Mit dem neuentstandenen U-Bahnhof Unter den Linden besteht ein Kreuzungspunkt mit der U-Bahn-Linie U6. Diesen Bahnhofsnamen trug bis 2009 der heutige Bahnhof Brandenburger Tor.

### Der Boulevard bis zum Ende der DDR

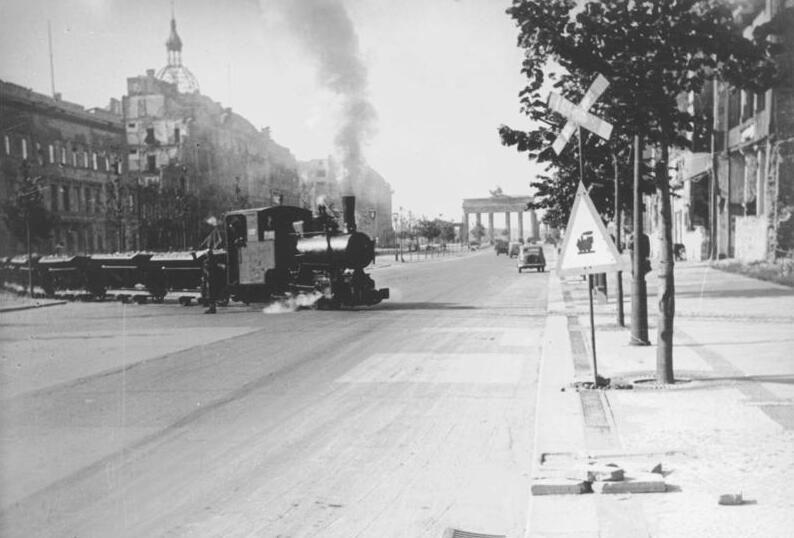
Trümmerbahn, 1946

Zwischen Sommer 1945 und ca. 1948 mussten viele zerstörte Gebäude enttrümmert werden, weswegen entlang des Boulevards eine Trümmerbahn verlegt wurde und zahllose Freiwillige Hand anlegten. Im Zuge des anschließenden Wiederaufbaus entstand als erster Neubau von 1949 bis 1951 die Botschaft der Sowjetunion, ein Beispiel stalinistischer Prachtarchitektur und ein Symbol der politischen Verbundenheit der neu gegründeten DDR mit der Sowjetunion. Nach dem Zerfall der Sowjetunion ist das Gebäude Botschaft der Russischen Föderation.
Nach anfänglicher Wiederaufbauplanung und Nutzung als Ausstellungsort wurde im Jahr 1950 das schwer beschädigte Berliner Stadtschloss auf Veranlassung der SED zwecks Anlage eines Demonstrationsplatzes als neuem Endpunkt der Straße Unter den Linden gesprengt.
Von 1963 bis 1964 erfolgte die Neugestaltung der Straße durch Heinz Mehlan. Bis zum Ende der 1960er Jahre waren die meisten historischen Gebäude im Ostteil der Straße wieder aufgebaut, mit Ausnahme der Alten Kommandantur, die erst 2003 als Hauptstadtrepräsentanz des Medienkonzerns Bertelsmann rekonstruiert worden ist. An die Stelle des in Etappen bis 1963 abgeräumten Niederländischen Palais kam bei Überbauung der Oranischen Gasse ein Neubau mit Fassadenelementen des 1967 in der Rathausstraße gesprengten Gouverneurshauses, das seither, verbunden mit den zugleich äußerlich rekonstruierten Bauten Altes Palais und Alte Bibliothek, von der Humboldt-Universität genutzt wird. Auf der spreeseitigen Fläche des Schlosses wurde von 1973 bis 1976 der Palast der Republik errichtet, an der Stelle der Kommandantur entstand entlang des Spreekanals ein Neubau für das Außenministerium der DDR.
An der Ostseite der Ecke zur Friedrichstraße wurde die neue Bebauung, die Gebäude des Lindencorso und des Hotels Unter den Linden, zurückversetzt errichtet, sodass hier im Zuge der Aufweitung der Friedrichstraße nördlich und südlich von Unter den Linden begrünte und mit Sitzgelegenheiten versehene Platzanlagen entstanden.
In die wiederaufgebauten sowie die im Westteil der Straße im internationalen Stil neuerrichteten Gebäude zogen neue Nutzer ein. Ein Belegungsplan des Jahres 1974 zeigt folgende Einrichtungen:

#### Nordseite von West nach Ost

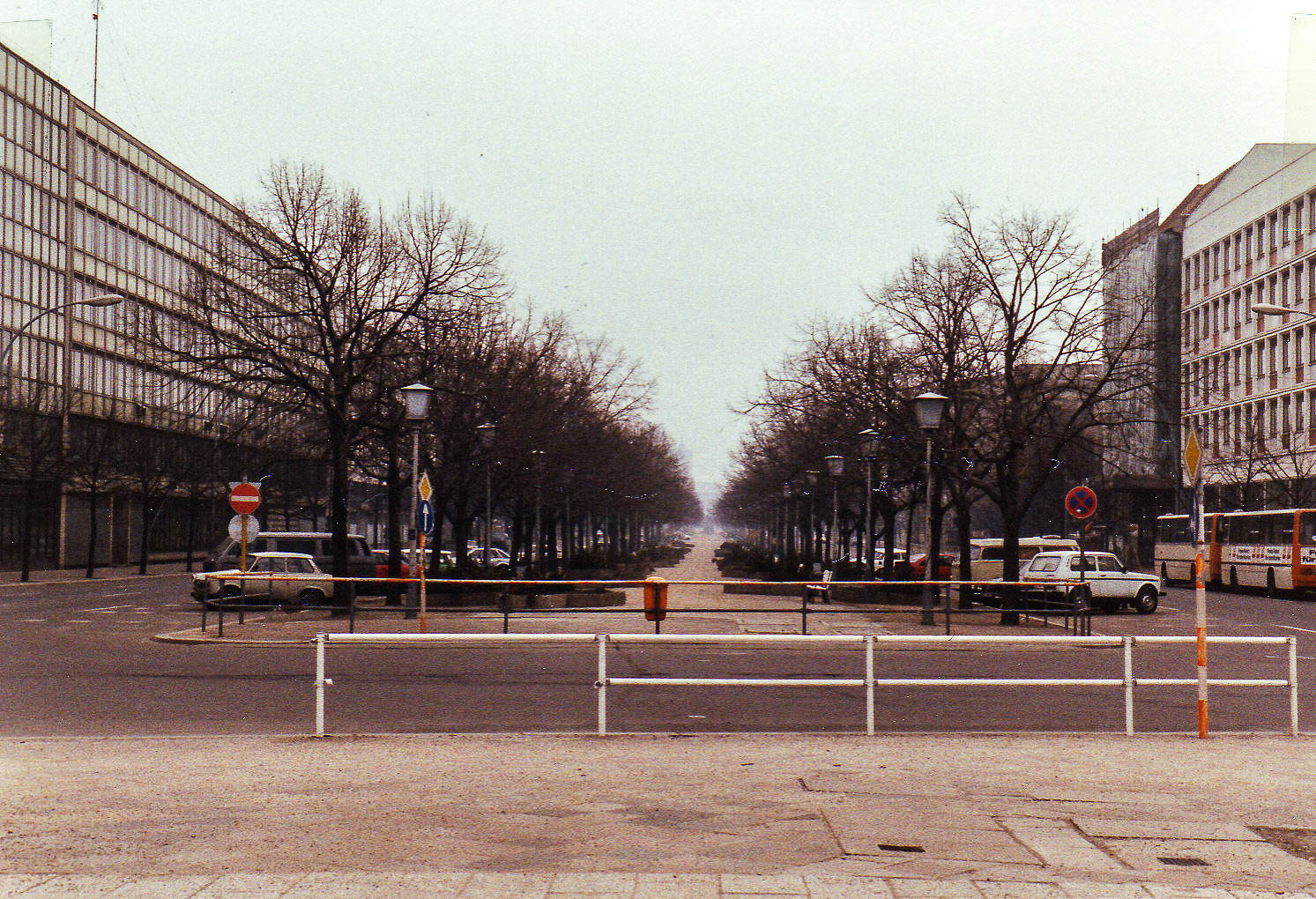
Blick vom Pariser Platz ostwärts, Januar 1990

Botschaft der Ungarischen Volksrepublik; Botschaft der Volksrepublik Polen; Zentralstelle für Forschungsbedarf; Autosalon; Exportgesellschaft Wiratex; Kleines Café Unter den Linden (heute: Café Einstein); Buchhandlung für die Frau; Ministerium für Außenhandel; Herrenausstatter; Reiseunternehmen Balkantourist; Französische Botschaft, Italienische Botschaft; (im heutigen Zollernhof): Zentralrat der FDJ mit Zentralleitung der Pionierorganisation; Komitee für Touristik und Wandern; FDJ-Bezirksleitung Berlin; Sportartikel-Geschäft, (in den heutigen Kaiserhöfen): Stoffladen Vitrine; Unterwäsche-Fachgeschäft; Britische Botschaft, Tunesische Botschaft; Boutique Sibylle; SAS Scandinavian Airlines; (im Schweizer Haus): Sparkasse; Interhotel Unter den Linden (inzwischen abgerissen); Uhren-Fachgeschäft; Zeitzer Lederwaren; Souvenirgeschäft Bulgaria; Bulgarisches Kulturzentrum (im heutigen Neubau der Römischen Höfe); Deutsche Staatsbibliothek; Humboldt-Universität; Mahnmal für die Opfer des Faschismus und Militarismus; Museum für Deutsche Geschichte.

#### Südseite von West nach Ost
Ministerium für Volksbildung; Ständige Ausstellung von Unterrichtsmitteln; Universitätsbuchhandlung; Berlin-Souvenir; Vertretung des sowjetischen Komitees für kulturelle Verbindungen mit Landsleuten im Ausland in der DDR; Handelsvertretung der UdSSR in der DDR; Botschaft der UdSSR; Botschaftsrat für ökonomische Fragen der Botschaft der UdSSR; Intourist und Aeroflot, Nowosti (APN); (im Appartementhaus): Antiquariat in der Friedrichstraße („Linden-Antiquariat“), Dänische Botschaft; Büro der Komischen Oper; Kunstsalon; Spezialgeschäft für Meißner Porzellan; Pelzgeschäft; Kunstgewerbesalon; Havanna-Geschäft (Delikat-Laden); Lindencorso; Deutsche Bauakademie; Buchhandlung Das sowjetische Buch; Haus der Gewerkschaften; Internationale Demokratische Frauenföderation (IDFF); Zentralvorstand der IG Metall; (Gouverneurshaus): Sektion Pädagogik der HUB; (Altes Palais): Institut der Sektion Pädagogik der HUB; (Kommode): Bibliothek der HUB; Staatsbank der DDR (am Bebelplatz); Sankt-Hedwigs-Kathedrale; Deutsche Staatsoper; Operncafé; (Palais Unter den Linden): Gästehaus des Ministerrats; Ministerium für Auswärtige Angelegenheiten der DDR (am Spreeufer, inzwischen abgerissen).

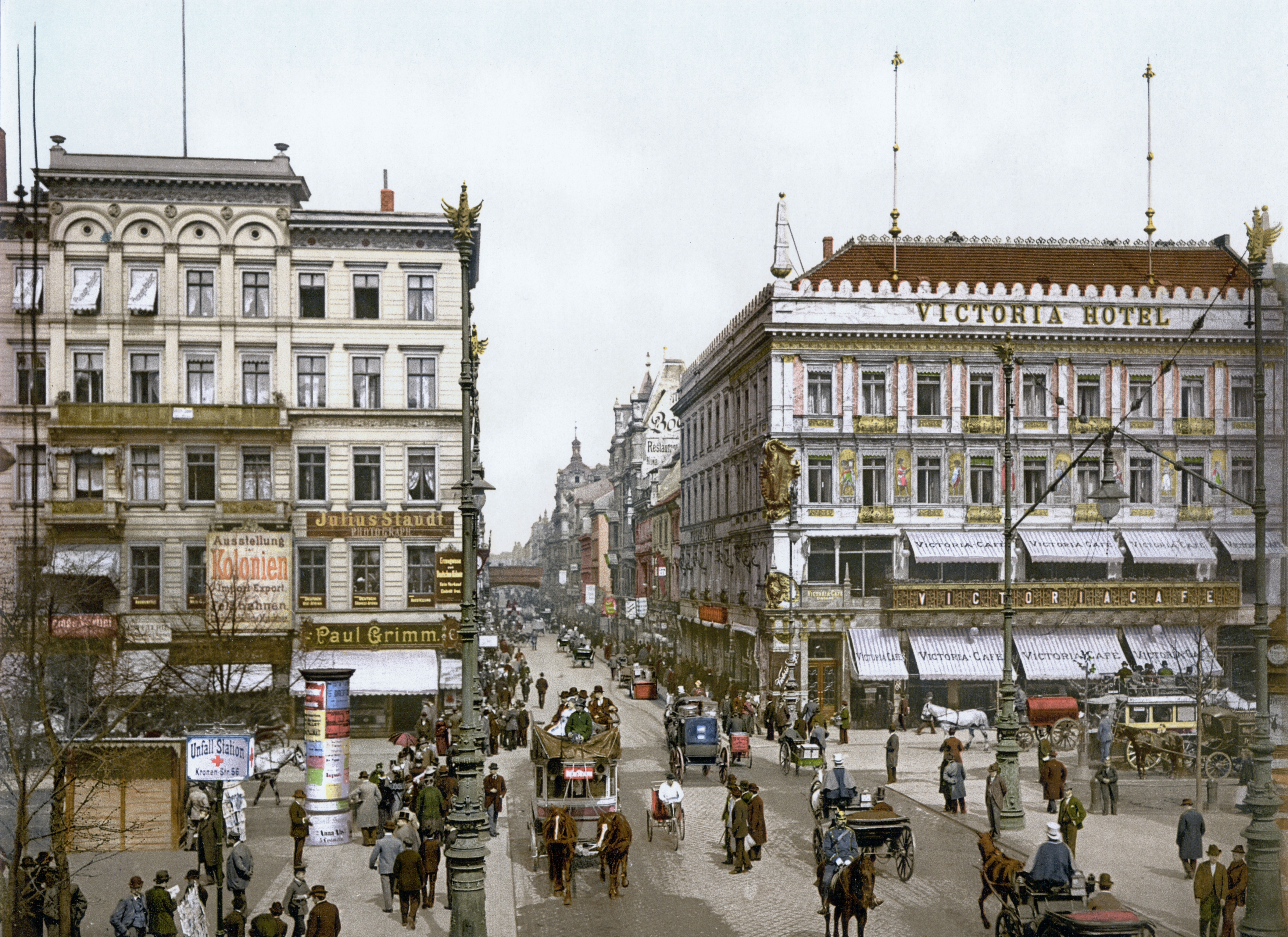
Victoria Hotel um 1900
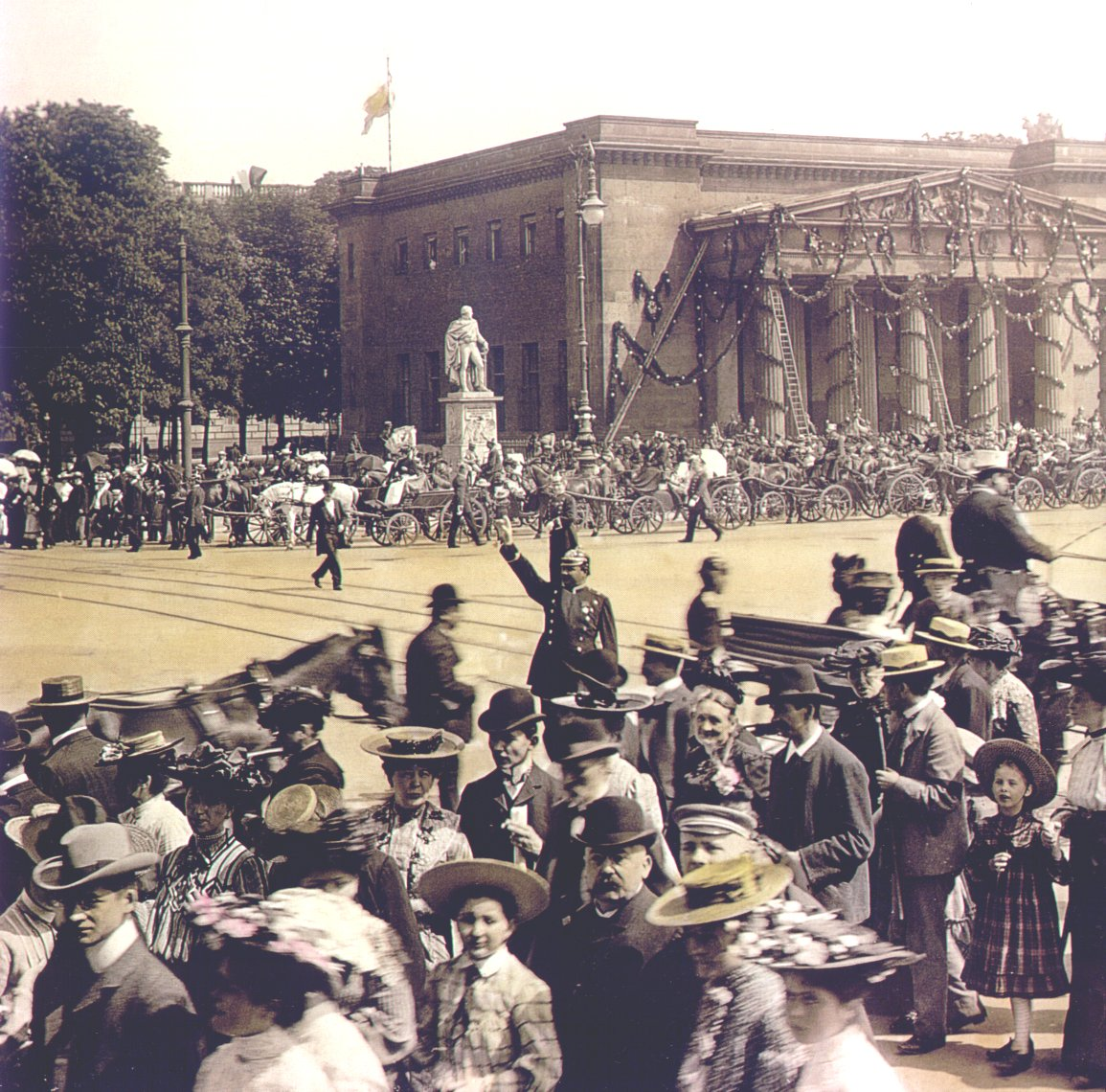
August Fuhrmann: An der Neuen Wache, Unter den Linden, 1905
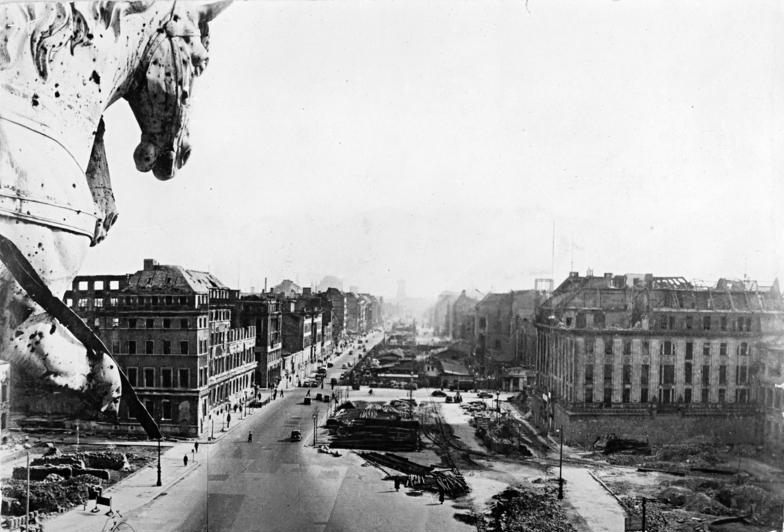
Unter den Linden, 1950
Die Linden (um 1650), Briefmarke der Deutschen Bundespost Berlin (1962)
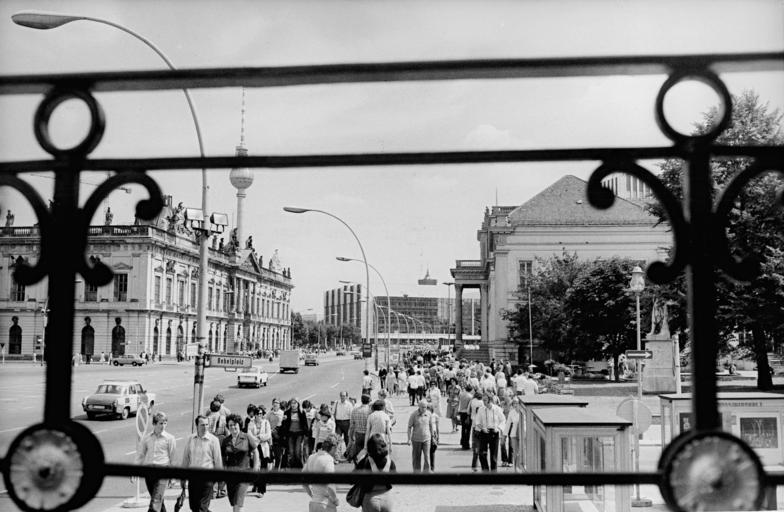
Unter den Linden mit Palast der Republik, 1979

### Nach der deutschen Wiedervereinigung
In den Jahren 1994 und 1997 bezog der Bundestag zwei Bürogebäude am Boulevard, das Matthias-Erzberger-Haus und das Otto-Wels-Haus.
Seit 1990, als der Palast der Republik wegen Asbestverseuchung geschlossen werden musste, war die Frage, ob der DDR-Bau renoviert werden oder ob an seiner Stelle wieder das alte Stadtschloss oder aber etwas gänzlich anderes errichtet werden soll, Gegenstand lebhafter Kontroversen. Zwischen dem 6. Februar 2006 und Ende 2008 wurde das Gebäude dann vollständig abgetragen. Am 28. November 2008 fand ein Architekten-Wettbewerb für den Wiederaufbau des Stadtschlosses statt, den Francesco Stella gewann. Der Entwurf wurde anschließend vom Bundestag nach geringfügigen Änderungen bestätigt. Der daraufhin für 2010 beschlossene Baubeginn wurde jedoch aufgrund fehlender Finanzierungssicherheit um einige Jahre verschoben. Am 12. Juni 2013 erfolgte dann die Grundsteinlegung für den Neubau in der Kubatur des alten Stadtschlosses und mit dreiseitiger historischer Fassade. Im Dezember 2020 wurde er als Humboldt Forum eröffnet.
Anfang 2006 wurde das in den 1960er Jahren erbaute Interhotel Unter den Linden zugunsten eines Neubaus, des 2008 fertiggestellten Gebäudekomplexes Upper Eastside Berlin, abgerissen. Bereits von 1994 bis 1996 wurde das gegenüberliegende Lindencorso durch einen Neubau ersetzt. In beiden Fällen wurden die neuen Gebäude unmittelbar entlang der Friedrichstraße errichtet, so dass die historischen Straßenräume unter Aufgabe der in den 1960er Jahren angelegten Platzanlagen wiederhergestellt sind.

Pariser Platz mit Brandenburger Tor, 2005
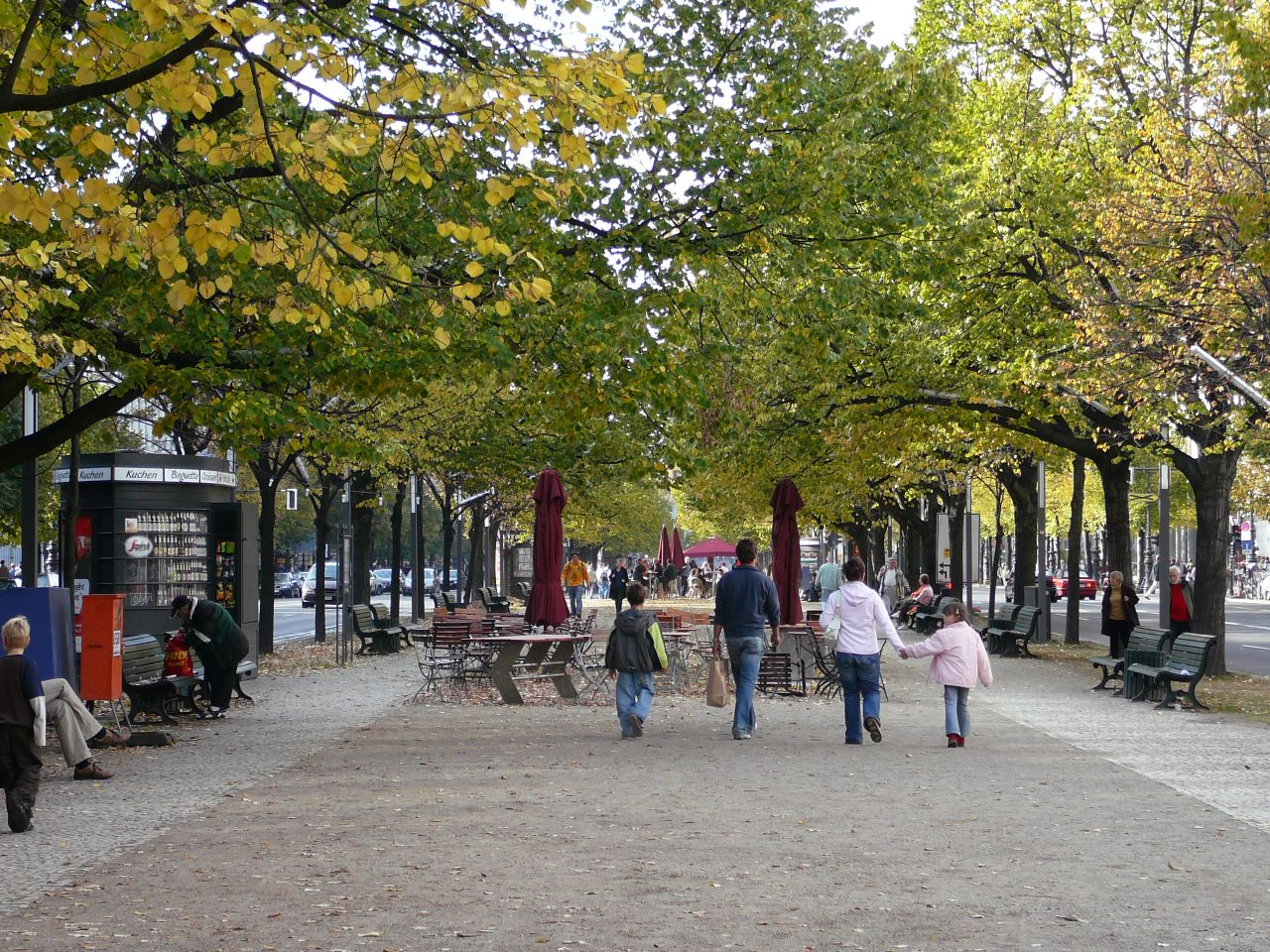
Flanieren auf der wiederhergestellten Mittelpromenade, 2006
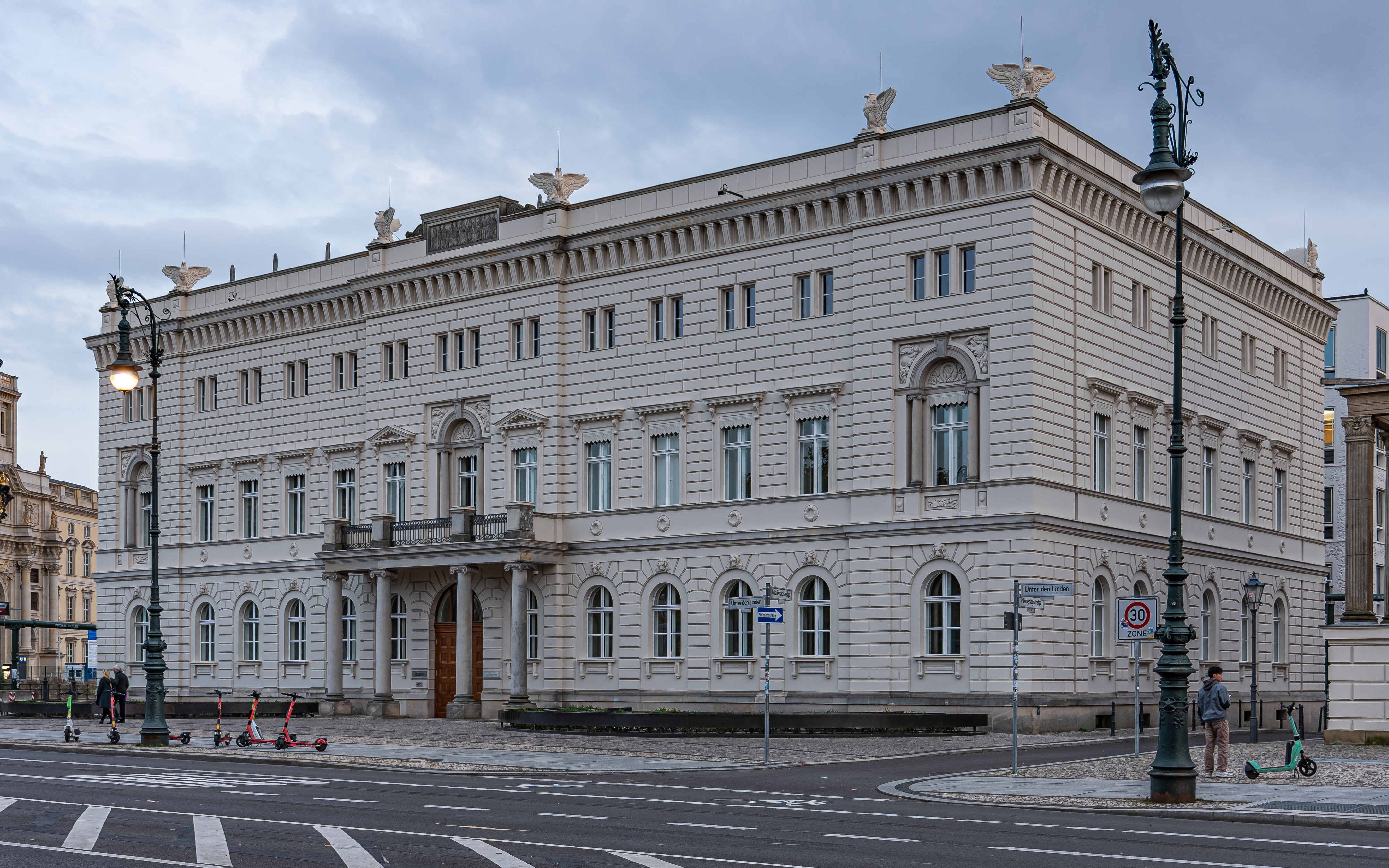
Das wiedererrichtete Kommandantenhaus
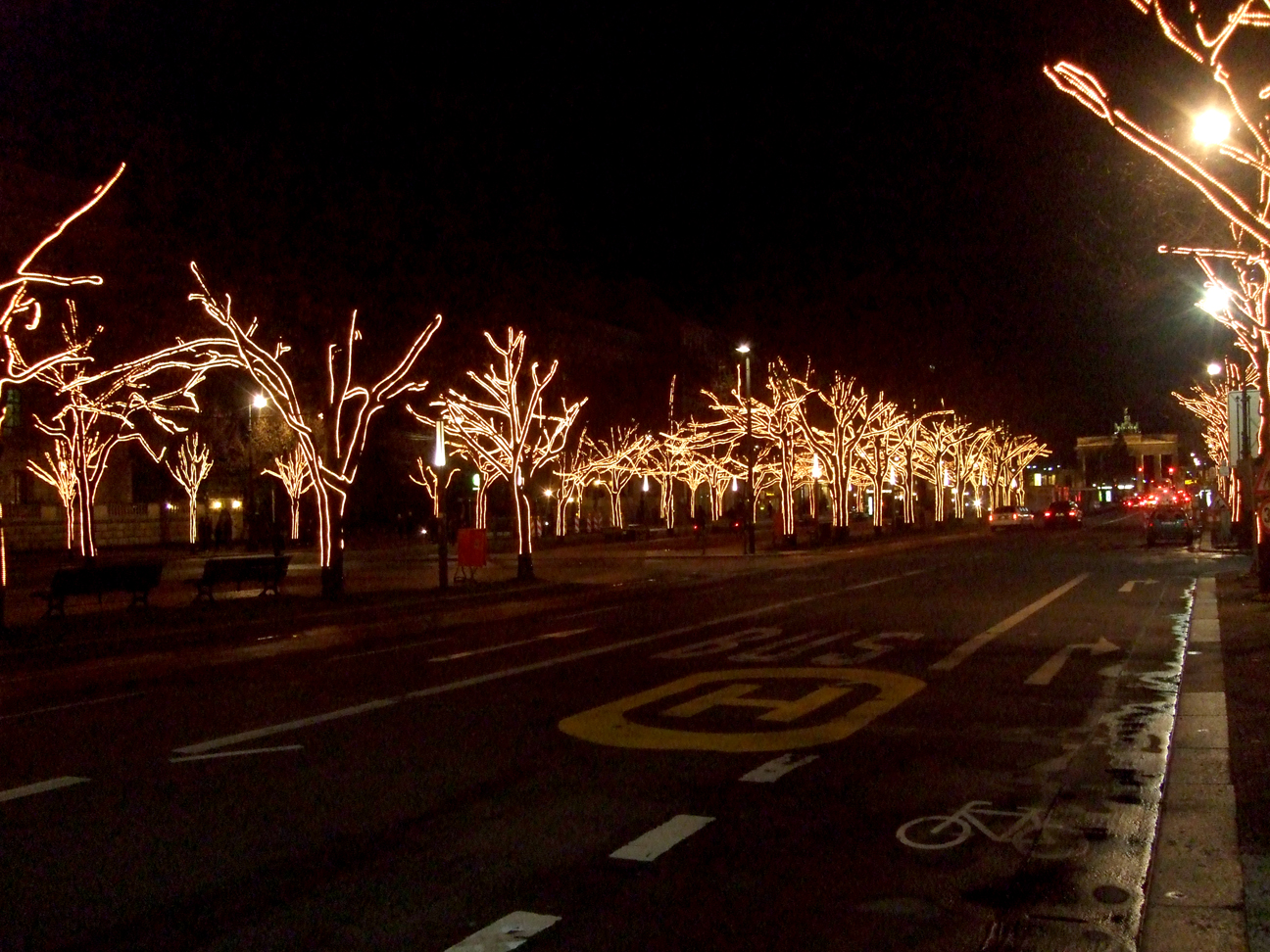
Ein Teil der alljährlichen Weihnachtsbeleuchtung in der Straße Unter den Linden in Berlin, Dezember 2009.
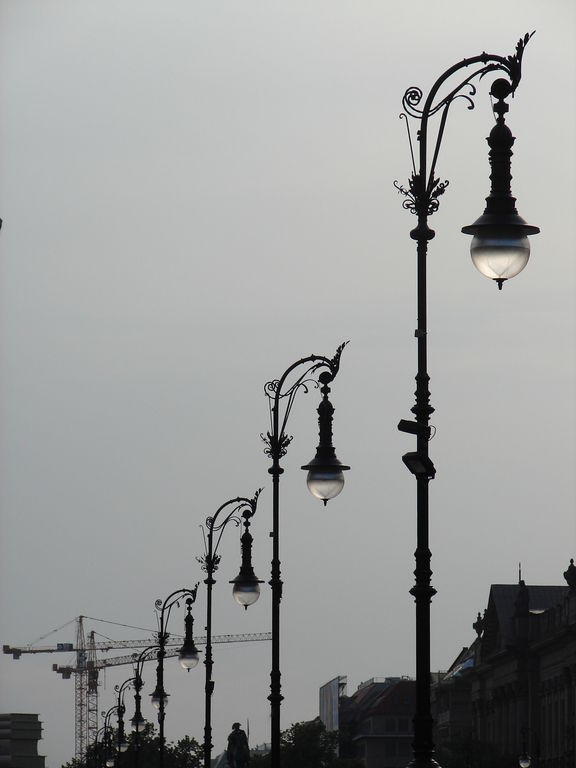
Straßenlaternen: Die typischen Schupmann-Kandelaber
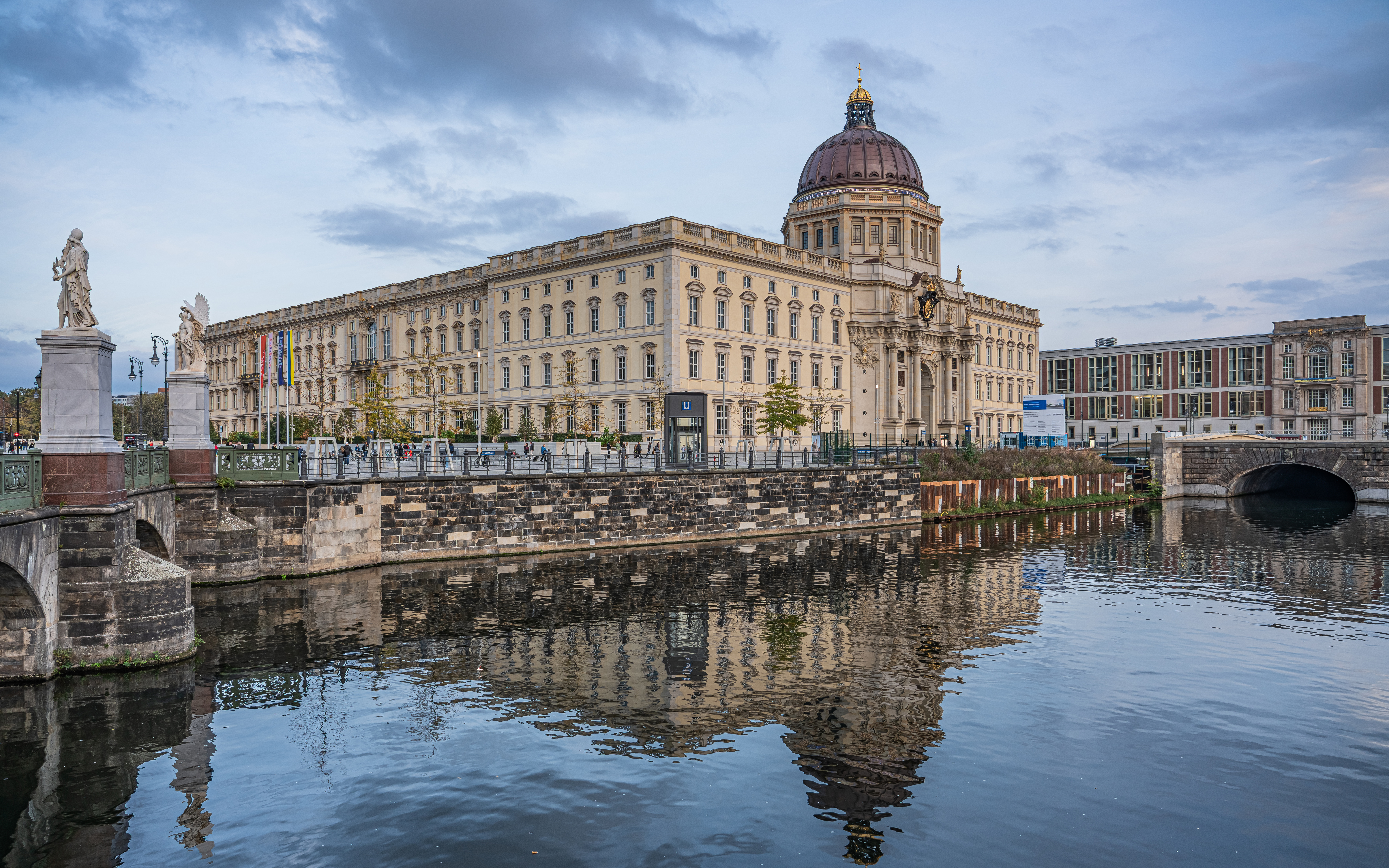
Berliner Schloss (Humboldt Forum)
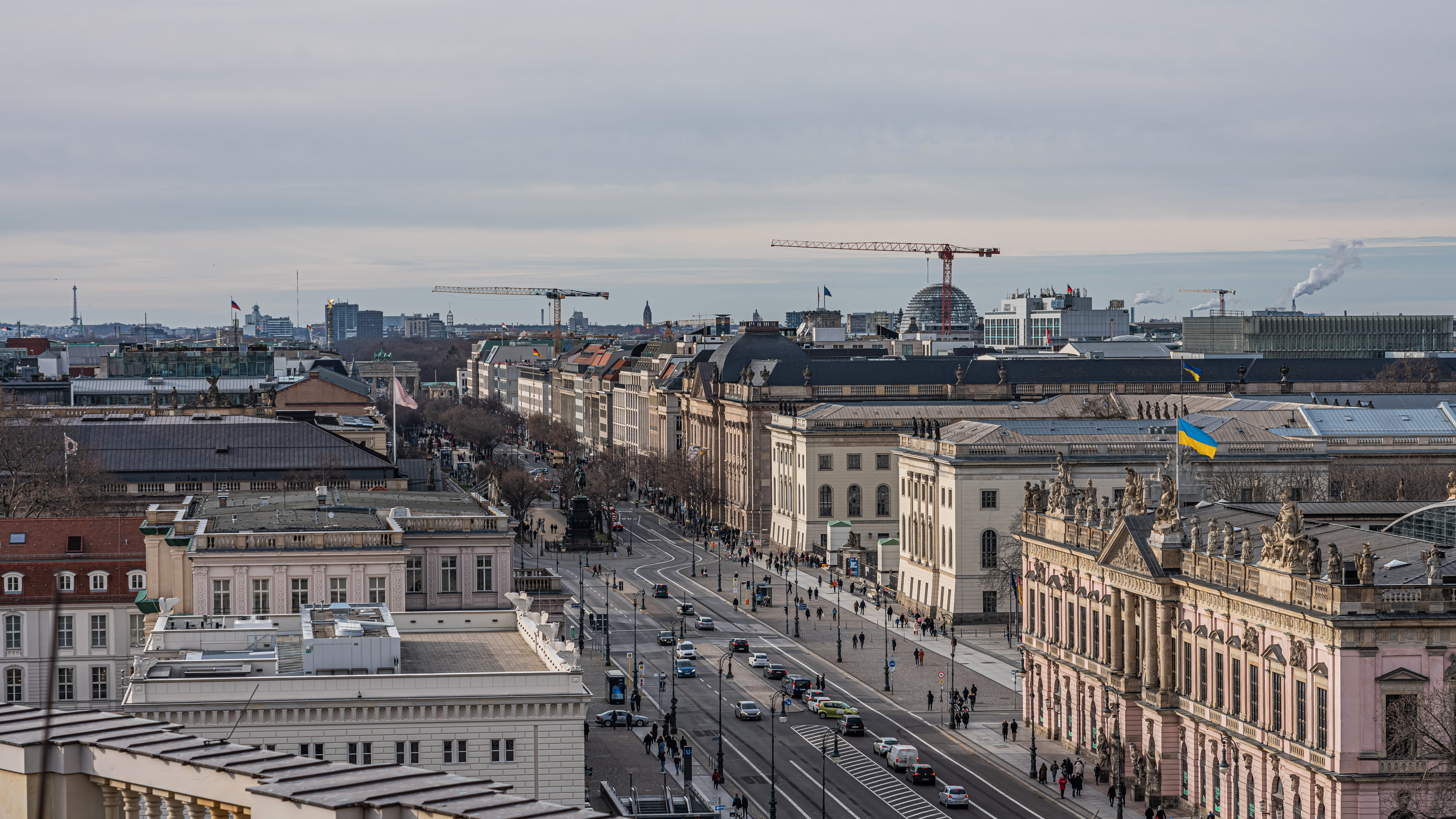
Blick von der Dachterrasse des Humboldt Forums in Richtung Brandenburger Tor, 2023

### Einige Prominente in oder zu dieser Straße
- Johann Wolfgang von Goethe weilte vom 15. bis 20. Mai 1778 in Berlin. Er wohnte in dieser Zeit im damaligen Hotel de Russie, Unter den Linden 23. Das Hotel wurde später Hotel zur Goldenen Sonne genannt und beherbergte 1804 auch Friedrich Schiller für einige Tage.[26] Es existiert nicht mehr.
- E. T. A. Hoffmann schrieb in seinem Nachtwerk Das öde Haus (1817) über einen Altbau, bei dem es sich laut seinem Freund Julius E. Hitzig um Unter den Linden Nr. 9 (alte Zählung) handelt. Das ist heute ungefähr der Standort der russischen Botschaft. Es wurde 1824 abgerissen. Ein noch heute erhaltener Stich aus 1820 bildet es ab. Auch die Sitzbank und die Konditorei Fuchs (Nr. 8), die in der Novelle vorkommen, sind darauf gut zu sehen.[27]
- Am 7. Mai 1866 schoss der 22-jährige Ferdinand Cohen-Blind mit einem Revolver auf den preußischen Ministerpräsidenten Otto von Bismarck, der zu Fuß vom Königlichen Palais zu seinem Dienstsitz in der Wilhelmstraße unterwegs war. Bismarck konnte nahezu unverletzt seinen Nachhauseweg fortsetzen.[28]
- Der Dichter Heinrich Heine war bei einem Besuch in Berlin von diesem Boulevard und seinen Spaziergängern außerordentlich beeindruckt und reimte daraufhin:[29]

„Ja, Freund, hier unter den Linden
 kannst du dein Herz erbaun,
 Hier kannst du beisammen finden
 die allerschönsten Frau’n.
 Sie blühn so hold und minnig
 im farbigen Seidengewand;
 Ein Dichter hat sie sinnig
 wandelnde Blumen genannt.
 Welch schöne Federhüte!
 Welch schöne Türkenschals!
 Welch schöne Wangenblüte!
 Welch schöner Schwanenhals!“

- Der Schriftsteller Heinrich Mann arbeitete einige Zeit in der Akademie der Künste und äußerte sich zur Straße Unter den Linden:

„Auch in Berlin die Straße Unter den Linden […] hat bis zuletzt meine Ehrfurcht erregt. Jahre kamen, da ich aus der Akademie der Künste hinuntersah: ich war deshalb nicht mehr geworden, die Avenue nicht weniger.“

## Bekannte Bauwerke und Plätze entlang der Straße sowie in unmittelbarer Nähe
| Nördliche Straßenseite | Südliche Straßenseite |
| --- | --- |
| - Vertretung der Regierung von Québec in Berlin (Pariser Platz 6a) - Wohnhaus des Malers Liebermann (Pariser Platz 7) - Französische Botschaft, bis 1945: Palais Beauvryé (Pariser Platz 5) - Ungarische Botschaft (Unter den Linden 76) - Madame Tussauds Berlin (Unter den Linden 74) - Wiratex-Gebäude (Unter den Linden 62–64) - polnisches Botschaftsgebäude, derzeit ungenutzt, Umbau geplant (Unter den Linden 72) - Otto-Wels-Haus, Gebäude des Deutschen Bundestages (Unter den Linden 50) - Haus Pietzsch mit Café Einstein (Unter den Linden 42) - Zollernhof, ZDF-Hauptstadtstudio (Unter den Linden 36–38) - Kaiserhöfe (Unter den Linden 26–30) - Haus der Schweiz (Unter den Linden 24) - Upper Eastside Berlin (Unter den Linden 14–16) - Römischer Hof (Unter den Linden 10), Neubau Ecke Charlottenstraße - Staatsbibliothek zu Berlin (Unter den Linden 8) - Humboldt-Universität, ehemals: Palais des Prinzen Heinrich (Unter den Linden 6) - Neue Wache (Unter den Linden 4) - Zeughaus, Deutsches Historisches Museum (Unter den Linden 2) | - Amerikanische Botschaft (Pariser Platz 2) - Akademie der Künste (Pariser Platz 4) - Hotel Adlon (Unter den Linden 77) - Matthias-Erzberger-Haus, Gebäude des Deutschen Bundestages (Unter den Linden 71) - Russische Botschaft (Unter den Linden 63–65) - Verwaltungsgebäude der Komischen Oper, um 1980 auch die Botschaft des Königreichs Dänemark (Unter den Linden 41) - ehemaliges Haus der Gewerkschaften (um 1980, Unter den Linden 15) - Gouverneurshaus (Unter den Linden 11), einst Standort des Niederländischen Palais - Altes Palais (Unter den Linden 9) - Königliche Bibliothek, umgangssprachlich „Kommode“ genannt, heute: Juristische Fakultät der Humboldt-Universität (Bebelplatz 1) - Bebelplatz - Sankt-Hedwigs-Kathedrale (Hinter der Katholischen Kirche 3) - Staatsoper Unter den Linden (Unter den Linden 7) - Prinzessinnenpalais (heute Opernpalais, Unter den Linden 5) - Kronprinzenpalais (Unter den Linden 3) - Alte Kommandantur, in den 1950er Jahren abgerissen, 2003 rekonstruiert, heute: Hauptstadtrepräsentanz von Bertelsmann (Unter den Linden 1) |

Die Mitte der Straße wird in ihrem längeren Teilstück von einer mit Linden bepflanzten Promenade geprägt, die vom Pariser Platz mit dem Brandenburger Tor (Kreuzung Wilhelmstraße) bis in Höhe des Alten Palais mit dem Reiterstandbild Friedrichs des Großen reicht. Die Schloßbrücke ist der östliche Abschluss des Boulevards.

## Denkmäler
Am östlichen Ende des Mittelstreifens befindet sich seit 1851 das von Christian Daniel Rauch geschaffene Reiterstandbild Friedrichs des Großen. Es wurde in der DDR-Zeit im Jahr 1950 abgebaut und anlässlich der 750-Jahr-Feier Berlins 1987 wieder aufgestellt.
Vor der Humboldt-Universität befinden sich seit 1883 links das Wilhelm-von-Humboldt-Denkmal von Martin Paul Otto und rechts das Alexander-von-Humboldt-Denkmal von Reinhold Begas. Im Ehrenhof stehen Denkmäler für Hermann von Helmholtz von Ernst Herter, für Theodor Mommsen von Adolf Brütt, für Max Planck von Bernhard Heiliger und für Lise Meitner von Anna Franziska Schwarzbach. Vor dem Ostflügel steht ein Denkmal für Eilhard Mitscherlich von Ferdinand Hartzer.
Vor der Neuen Wache befanden sich seit 1822 links das Standbild für Friedrich Wilhelm von Bülow und rechts das Standbild für Gerhard David von Scharnhorst von Christian Daniel Rauch. Sie wurden auf Befehl von Walter Ulbricht 1950 abgebaut und 2002 gegenüber der Neuen Wache neu aufgestellt, wo sich ursprünglich die ebenfalls von Christian Daniel Rauch geschaffenen Standbilder für Ludwig Yorck von Wartenburg, Gebhard Leberecht von Blücher und August Neidhardt von Gneisenau befanden. Diese wiederum stehen seit 1964 im hinteren Teil des Prinzessinnengartens. Historiker und Vereine fordern eine Wiederaufstellung der Standbilder am ursprünglichen Ort, wo sie Teil des Skulpturenprogramms von Karl Friedrich Schinkel waren, das von den Kriegern auf der Schloßbrücke über die Viktorien an der Neuen Wache bis zum Reiterstandbild Friedrichs des Großen reichte; der Landesdenkmalrat lehnt dies jedoch bislang ab.

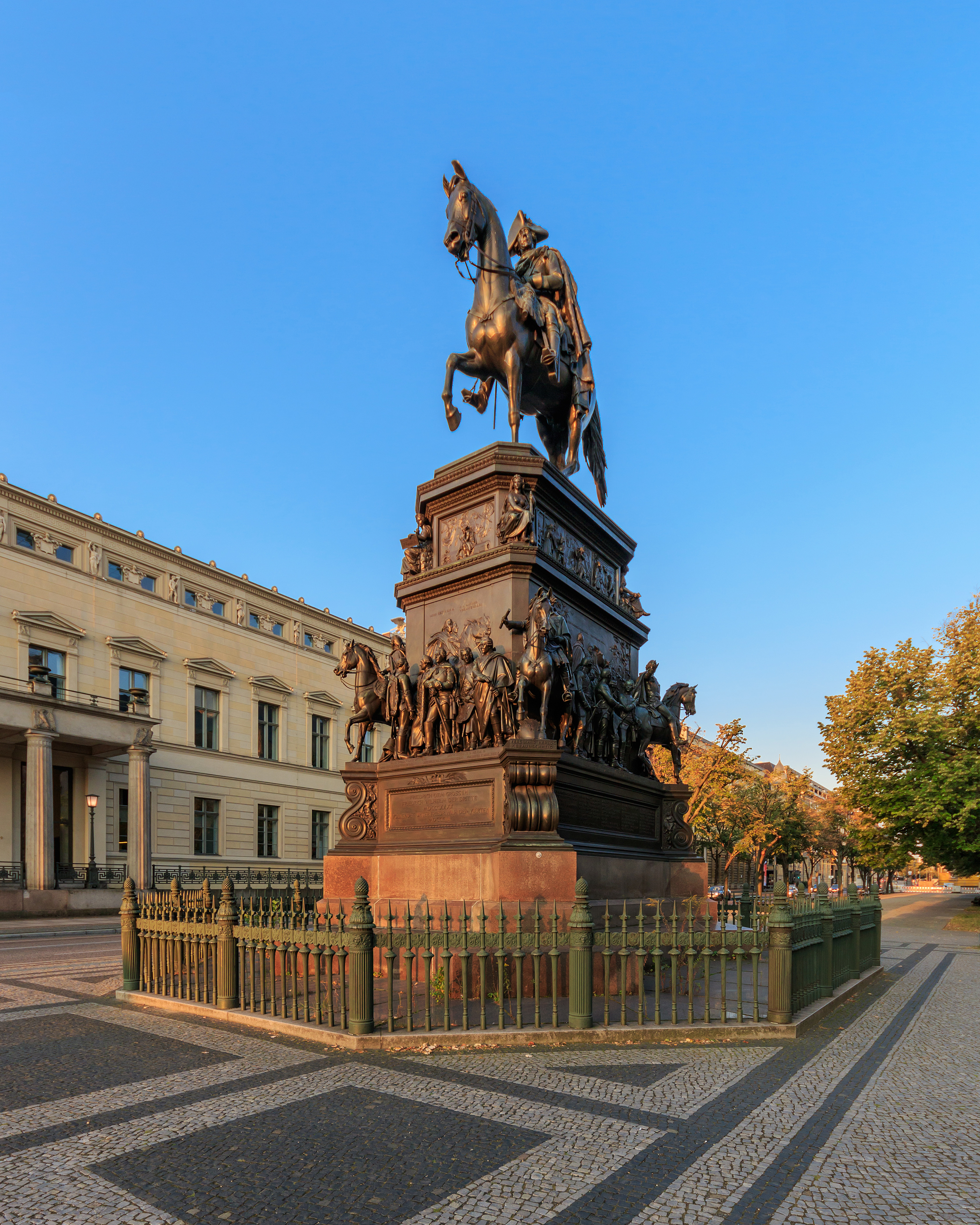
Reiterstandbild Friedrichs des Großen
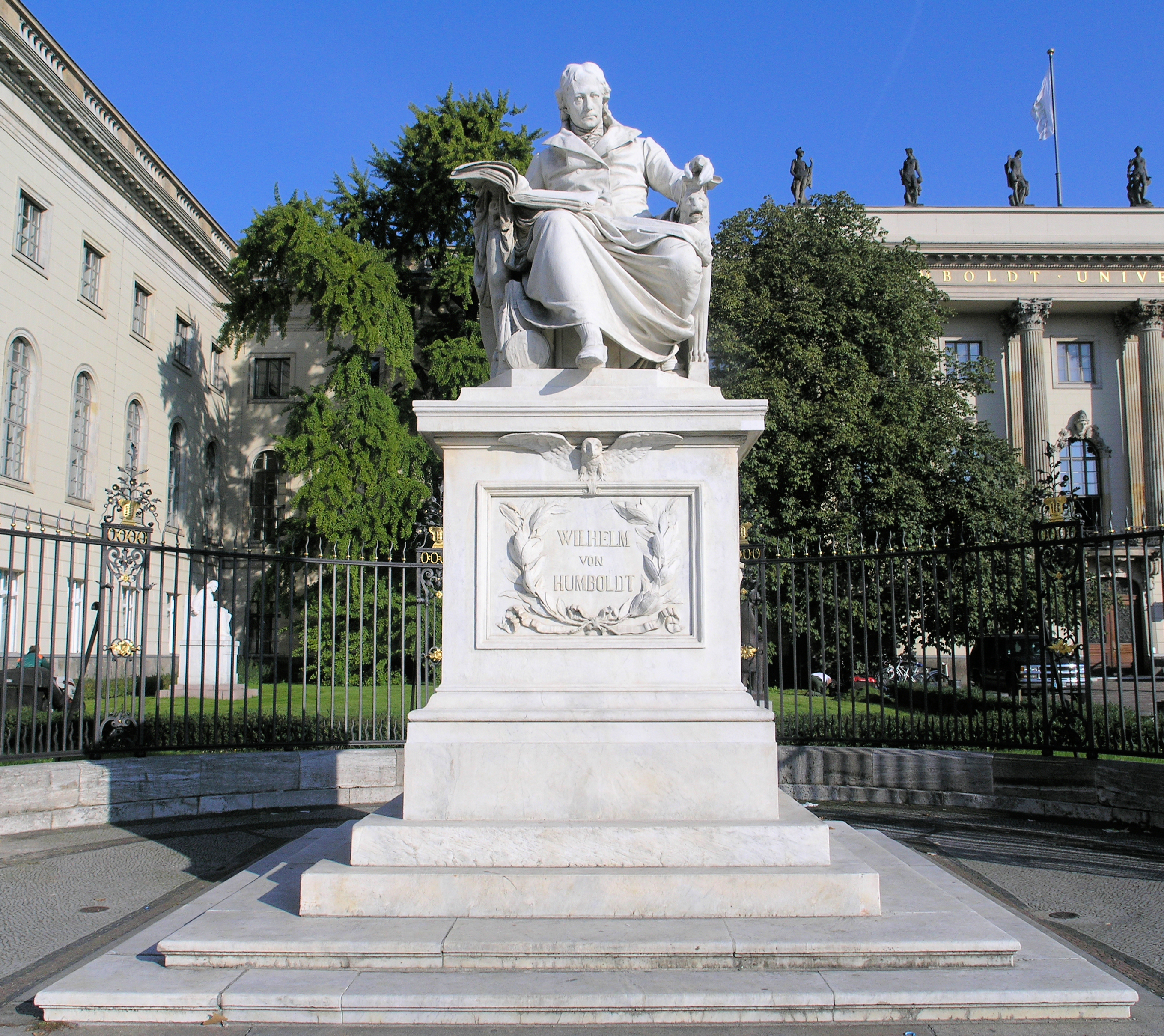
Denkmal Wilhelm von Humboldt
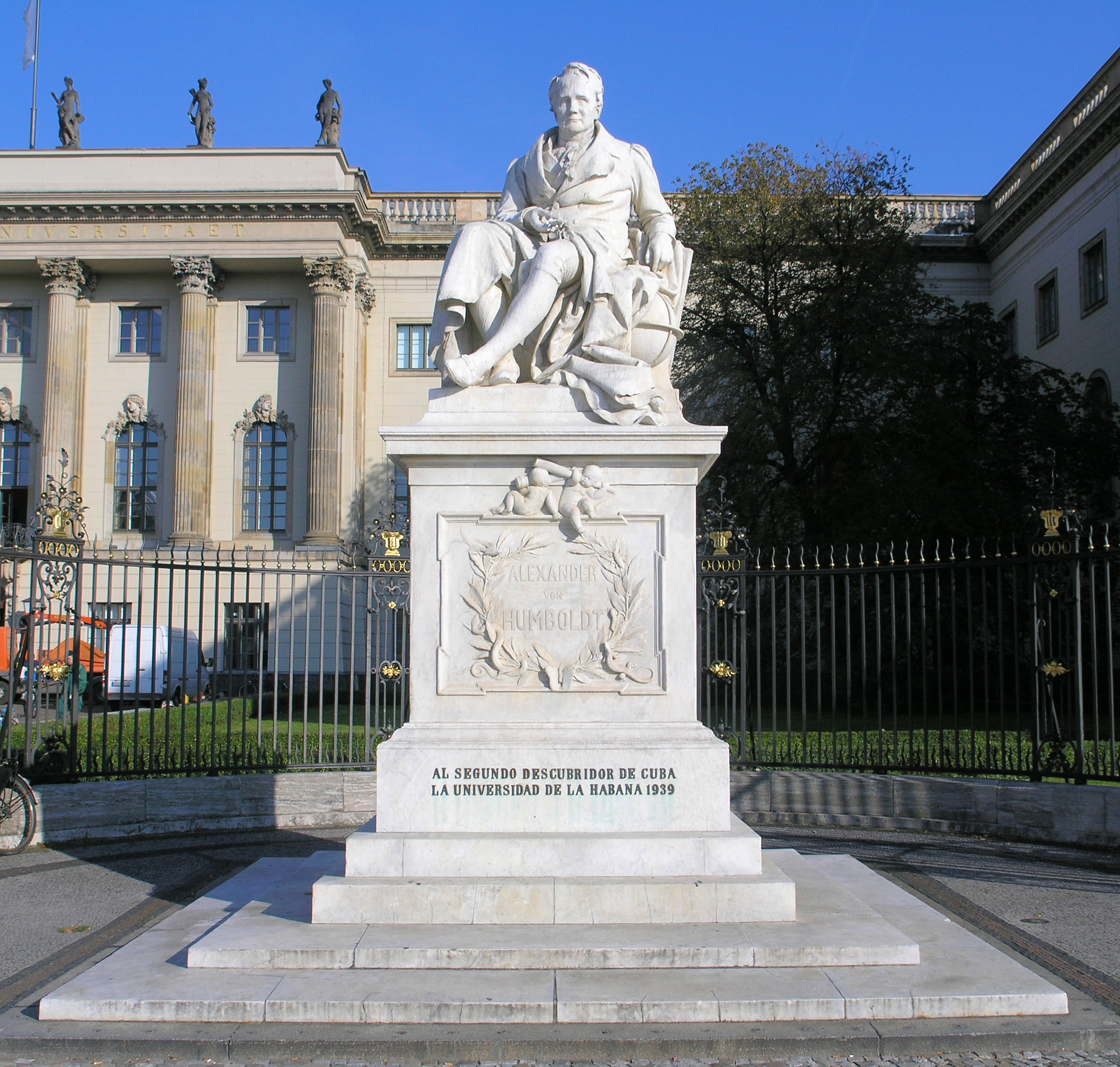
Denkmal Alexander von Humboldt
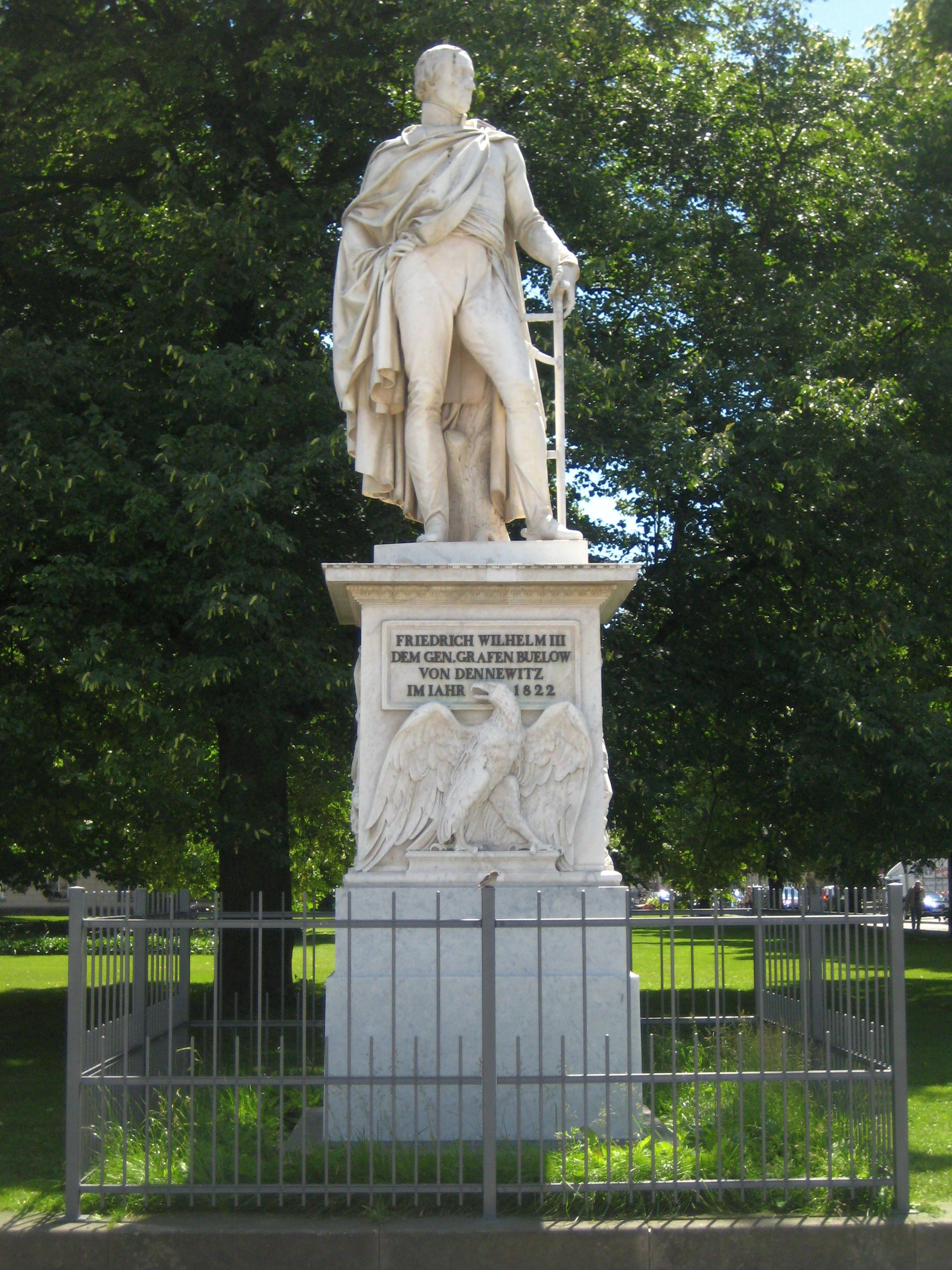
Standbild Friedrich Wilhelm von Bülow
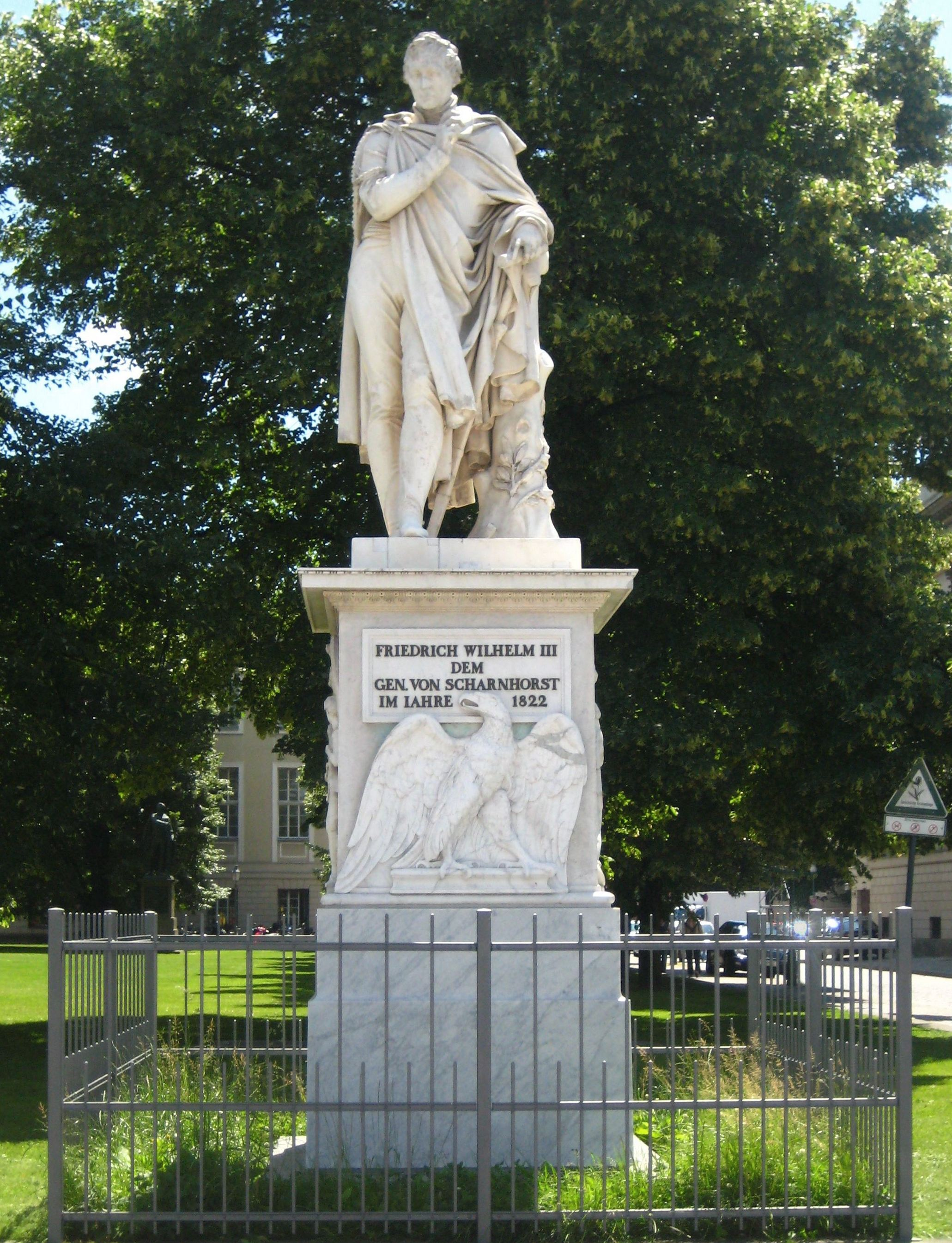
Standbild Gerhard David von Scharnhorst